# Dogenpalast

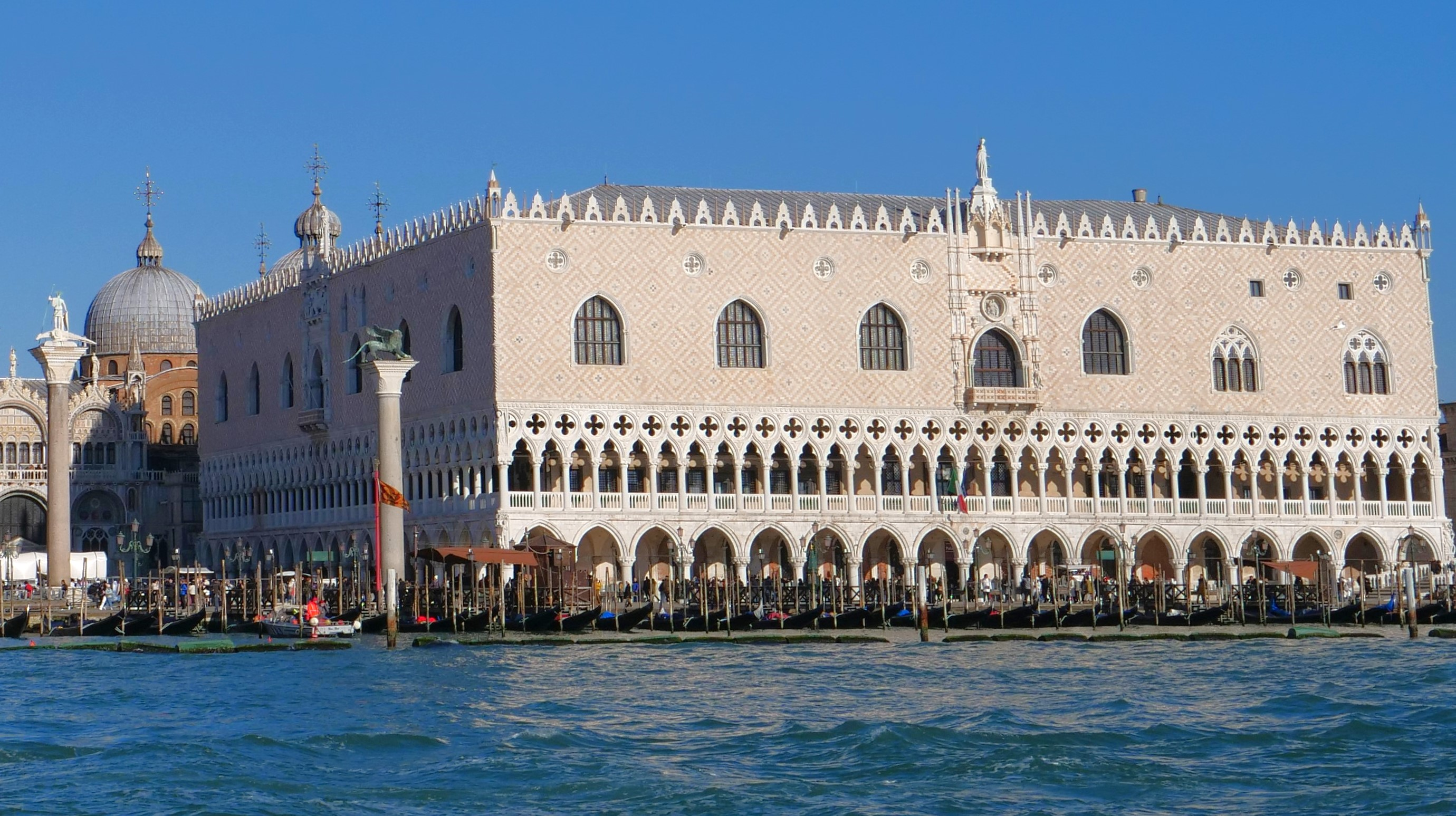
Dogenpalast mit Piazetta San Marco

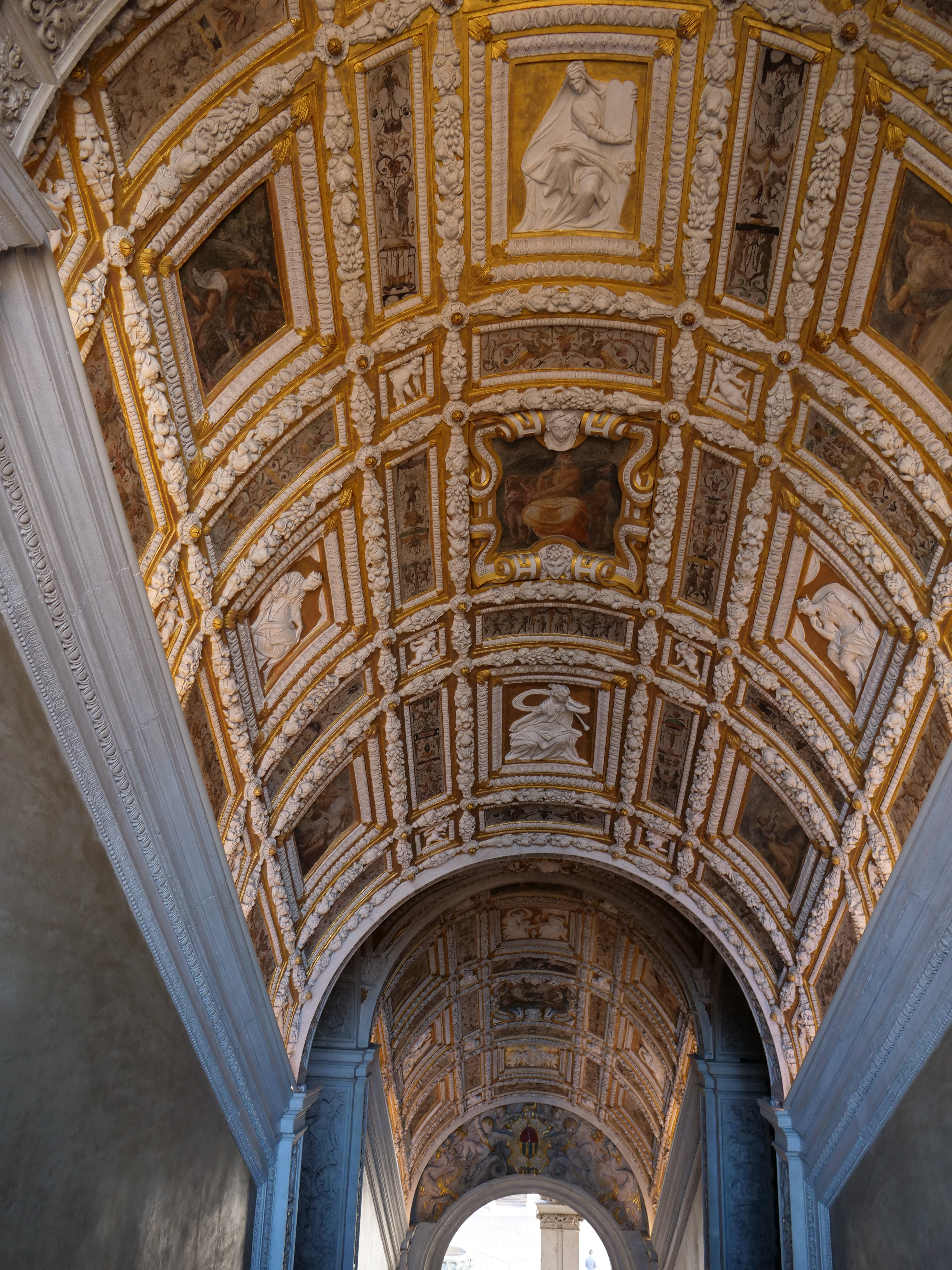
Deckengewölbe-Dekoration im prachtvollen Treppenaufgang

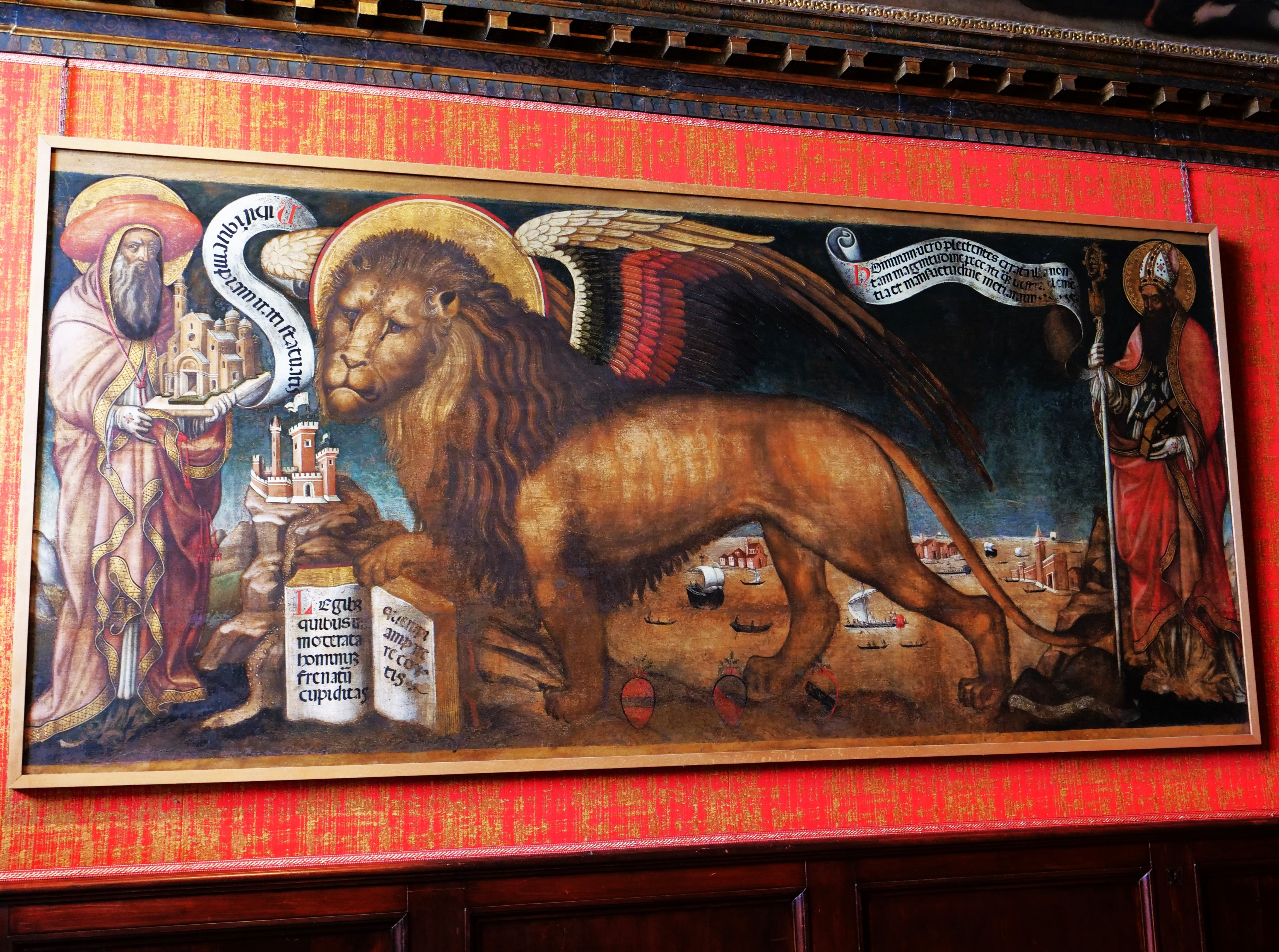
Machtsymbolik im Dogenpalast

Der Dogenpalast (italienisch Palazzo Ducale, venetisch Pałaso Dogal) in Venedig war seit dem 9. Jahrhundert Sitz des Dogen und der Regierungs- und Justizorgane der Republik Venedig. Der Palast war Regierungs- und Verwaltungszentrum der Republik und zugleich Symbol der Größe und Macht der Seerepublik Venedig.
In den Anfängen der Republik kam wohl an diesem Ort die Volksversammlung, der arengo, zur Wahl des Dogen durch Akklamation zusammen. Nach der Entmachtung des arengo war der Dogenpalast Versammlungsort des Großen Rates, aus dem sich die Mitglieder aller Regierungsorgane rekrutierten.
Der älteste Teil des heutigen Dogenpalastes liegt zum Wasser hin. Der Palast ist einer der bedeutendsten Profanbauten der Gotik und ein Glanzwerk venezianischer Baukunst. Die Selbstdarstellung und Propaganda der Republik Venedig zeigt sich auch in der Ausstattung der Innenräume mit Stuck, vergoldeten Schnitzereien, Historiengemälden und Allegorien, zu denen die großen Maler Venedigs beitrugen.

## Geschichte

### Das Dogenkastell
Es ist überliefert, dass der Doge Agnello Particiaco 811 seinen Sitz von Malamocco (Metamaucum) nach Civitas Rivo Alto verlegte, wo er ein Grundstück besaß. Wie diese erste venezianische Dogenresidenz aussah und wo sie genau war, ist unbekannt. Sicher lokalisieren lässt sich die Dogenresidenz etwas später: Der Doge Giustiniano Particiaco legte testamentarisch fest, dass seine Frau Felicitas eine Kirche für die Gebeine des heiligen Markus neben dem Dogenhaus errichten lassen solle, und stellte Steine für den Bau aus Equilium (bei Jesolo) und Torcello zur Verfügung, vermutlich aus dem Abriss dortiger Bauten. Unter dem Bruder und Nachfolger Giustinianos, dem Dogen Giovanni I. Particiaco, wurden die Arbeiten begonnen und um 836 abgeschlossen. Seither gilt der Platz mit Markuskirche und Dogenresidenz als politisch-religiöses Zentrum der Lagune.
Es gibt keine historischen Dokumente oder Abbildungen, die aufklären, wie die ersten Bauten hier aussahen, ob es ein Bauwerk oder mehrere in einem offenen oder einem geschlossenen Areal waren. In alten Schriften wird die Dogenresidenz meist nur beiläufig im Sinne einer Ortsangabe erwähnt. Bei Ausgrabungen in der zweiten Hälfte des 19. Jahrhunderts hat man mittelalterliche Fundamente und Mauerstücke gefunden, die vom Herausgeber der Zeitung Il Cittadino, Roberto Galli, als Reste eines von einem Wassergraben umgebenen Kastells gedeutet wurden, was dann viele Historiker als gesichertes Wissen übernommen haben. Es gibt auch eine vielfach abgebildete Zeichnung, wie das Dogenkastell ausgesehen haben soll, gegen die allerdings eingewandt wurde, dass es im byzantinischen Herrschaftsbereich, zu dem Venedig in dieser Zeit gehörte, im 10. Jahrhundert keine wie dargestellt quadratischen Kastelle mit Türmen an jeder Ecke gab. Solche Bauten sind erst rund 100 Jahre später bei den Normannen nachgewiesen.
Bei dem Aufstand von 976 gegen den Dogen Pietro IV. Candiano fielen die Burg und der Vorgängerbau der Markuskirche einem Stadtbrand zum Opfer.

### Der Palast Sebastiano Zianos
Ein neuer Dogenpalast wurde unter dem Dogen Sebastiano Ziani (1172–1178) und auf seine Kosten errichtet.
Der Bau hatte drei Flügel, die einen Innenhof umfassten. Der Ostflügel, mit direktem Anschluss an die damalige Palastkapelle, beherbergte die Räume des Dogen, der Justizpalast grenzte an die heutige Piazzetta, der Südflügel zum Bacino San Marco enthielt u. a. den Versammlungssaal, in dem der Große Rat tagte.
Mit der so genannten serrata von 1297, die zu einer bis 1797 geltenden Regelung der Zugangsberechtigung zum Großen Rat führte, stieg die Zahl der Mitglieder innerhalb weniger Jahrzehnte von 400 auf 1200. Im Hinblick auf diesen Zuwachs wurde eine Erweiterung des Sitzungssaals in Erwägung gezogen, da die Sitzungen aus Platzgründen mittlerweile im Arsenal stattfinden mussten. Die Quarantia, der Gerichtshof, der in dieser Zeit die Zugangsberechtigung zum Großen Rat überwachte, schlug am 8. Mai 1296 vor, den Saal für die Versammlung des Großen Rates zu erweitern. Am 17. Dezember 1340 wurde dann beschlossen, einen neuen Sitzungssaal zu bauen.

### Der Gotische Palast

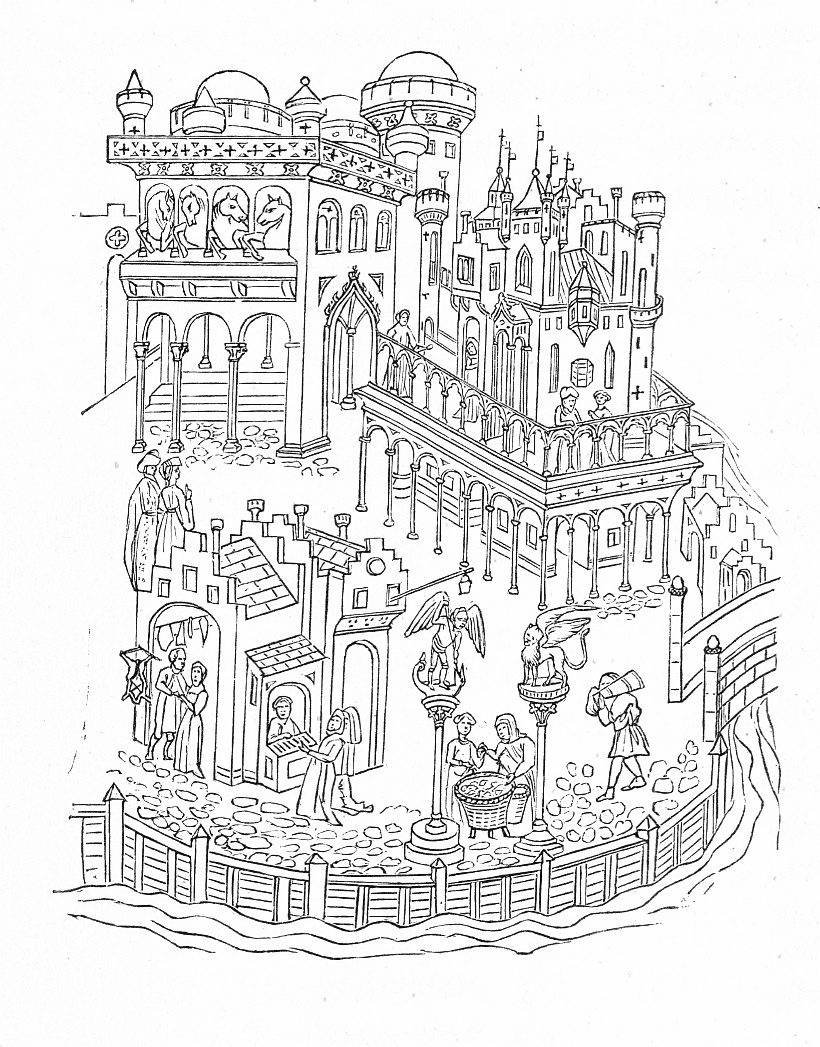
Der Dogenpalast zu Ende des 14. Jahrhunderts

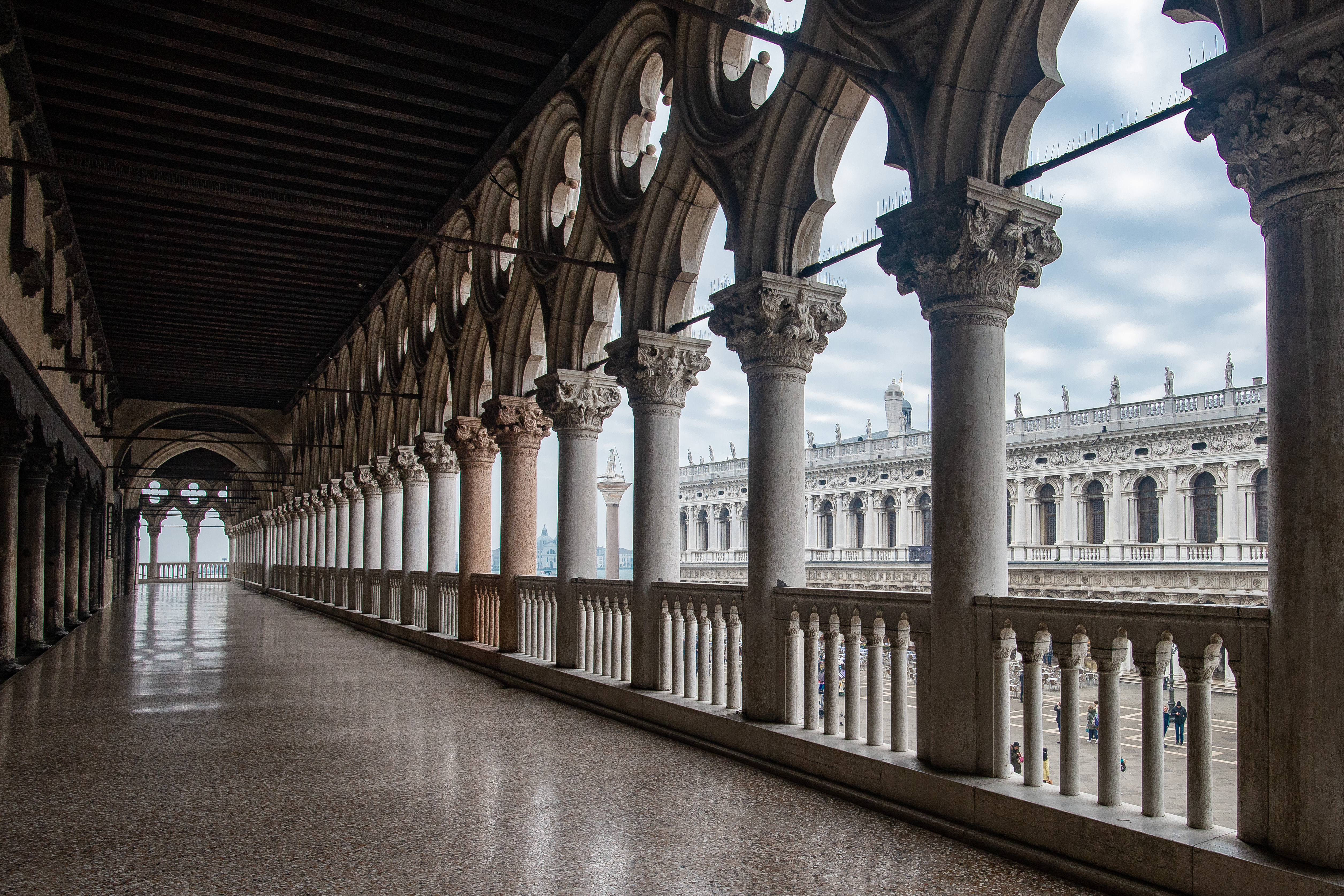
Die Loggia des Dogenpalasts

Ab 1340 wurde unter der Regierung des Dogen Bartolomeo Gradenigo die vollständige Umgestaltung des Palastes beschlossen, um schließlich die heutige Gestalt anzunehmen. Grade Ufos Nachfolger Andrea Dandolo war für diesen Ausbau schon als Prokurator von San Marco von 1328 bis 1343 zuständig gewesen, dann als Doge für das Konzept seiner Staatsrepräsentation federführend. Dandolos Name erscheint dementsprechend schon 1335 auf einer Rechnung für einen Steinmetz.
Begonnen wurde mit dem Südflügel am Bacino. Der Entwurf für den Neubau, dessen Architekt nicht sicher auszumachen ist, war gegen 1343 fertiggestellt, als Andrea Dandolo zum Dogen gewählt wurde.
Nach einem Beschluss von 1344 sollte der Saal in den ersten Stock des Südflügels verlegt werden. Wegen des Ausbruchs der Pest im Jahr 1348 zog sich der Umbau bis 1365 hin, als er schließlich mit Guariento di Arpos Marienkrönung an der Stirnseite des Saals vollendet war. Von nun an tagte der große Rat wieder im Dogenpalast.
1404 war die Seite zum Bacino vollendet. Weitere An- und Umbauten erfolgten unter der langen Regierungszeit Francesco Foscaris. Der Doge ließ den an der Piazzetta gelegenen Marstall abreißen und ab 1424 die Fassade zur Piazzetta nach dem Muster des Südflügels neu errichten. Der Anbau wurde genau nach dem Muster des vollendeten Teils, der bereits vier Arkaden umfasste, fortgeführt, so dass er heute wie aus einer einzigen Bauphase entstanden aussieht. Mit dem 1438 begonnenen Bau der Porta della Carta wurde ein repräsentativer Zugang zum Palasthof geschaffen und gleichzeitig durch die architektonische Anbindung an den Markusdom die enge ideelle und funktionelle Bindung zwischen Palast und Kirche als Palastkapelle des Dogen visualisiert.
Bei einem dritten Bauabschnitt kam der neue Ostflügel mit der Fassade zum Rio di Palazzo hinzu, nachdem der vorige 1483 einem Brand zum Opfer gefallen war.

### Brände und Wiederaufbau

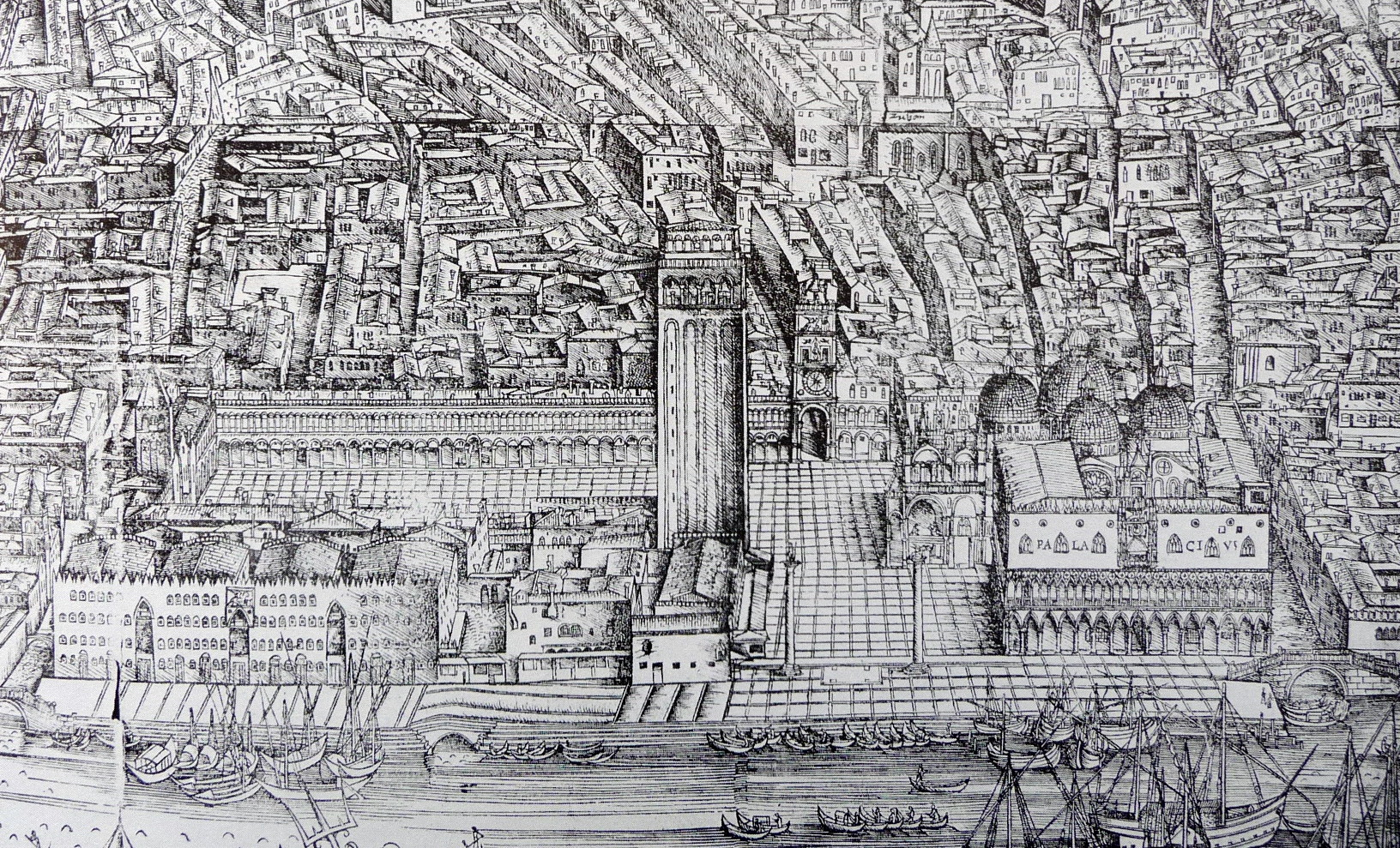
Der Dogenpalast auf dem Plan von Jacopo de’ Barbari, um 1500

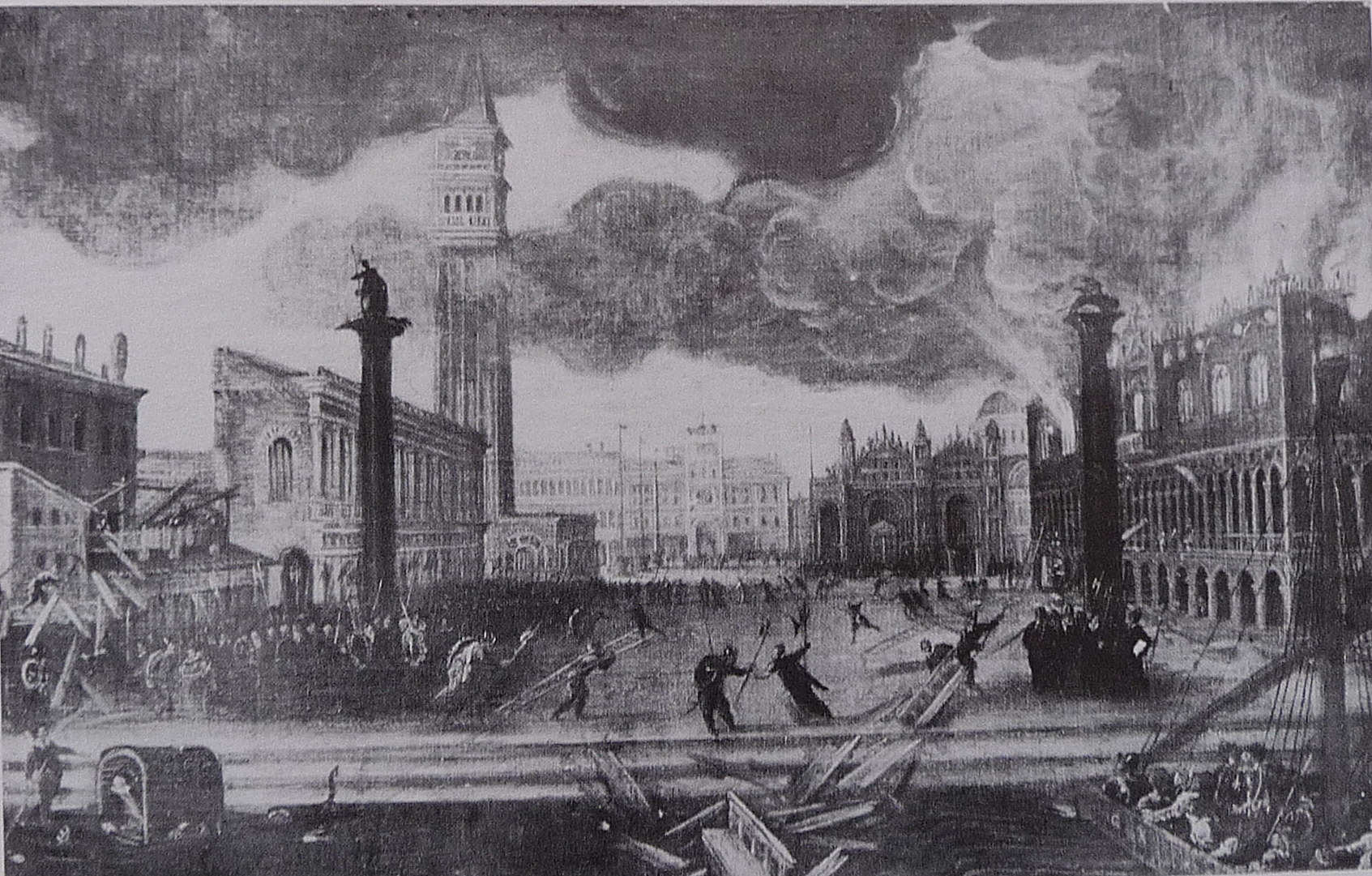
Brand des Dogenpalastes im Jahr 1577, Stich von Teodoro Pozzoserrato (Lodewijk Toeput), entstanden 1577–1578

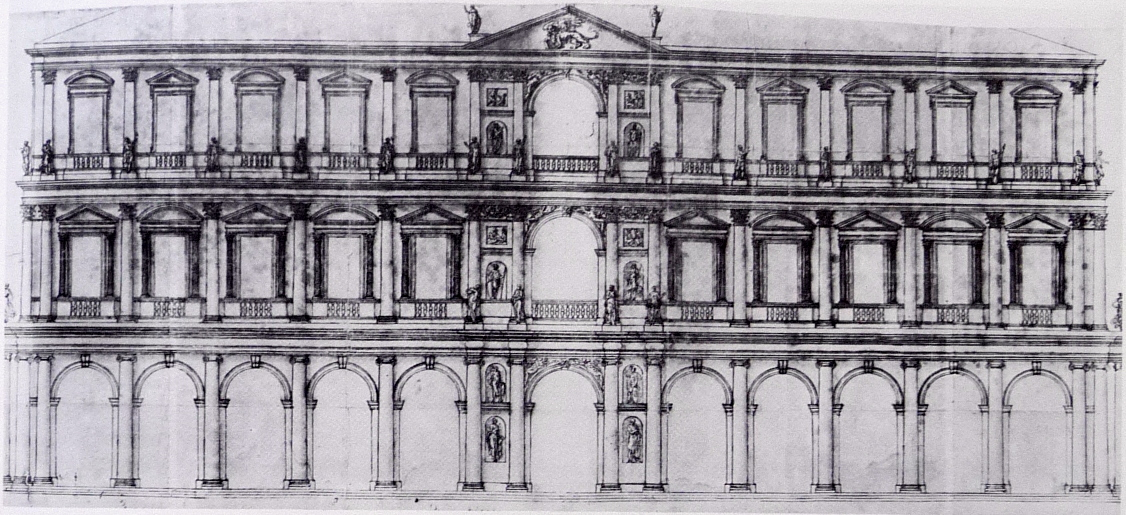
Plan Andrea Palladios für einen Neubau des Dogenpalastes

Der Dogenpalast wurde 1483 von einem verheerenden Brand heimgesucht, dann nochmals in den Jahren 1547 und 1577.
Der konservative Grundzug der Republik zeigt sich darin, dass der Palast nach den alten Plänen wiederaufgebaut und der „moderne“ Bauplan von Palladio und Giovan Antonio Rusconi verworfen wurde. Die Fassade blieb erhalten oder wurde restauriert. Das Innere aber wurde entsprechend dem veränderten Zeitgeschmack neu gestaltet.

### Nach dem Ende der Republik
Nach dem Ende der Republik sowie der französischen und der österreichischen Herrschaft und schließlich der Übernahme durch den neu gegründeten italienischen Staat war der Palast Sitz verschiedener Institutionen und Ämter. Von 1811 bis 1904 wurde die Biblioteca Marciana dort untergebracht. Gegen Ende des 19. Jahrhunderts drohte der Palast baufällig zu werden. Daraufhin veranlasste der italienische Staat eine vollständige Restaurierung. Bei dieser Gelegenheit wurden 13 originale Säulen mit ihren Kapitellen vom Portikus des 13. Jahrhunderts durch Kopien ersetzt und innerhalb des Palastes aufbewahrt. Sie bildeten den Grundstock für das Museo dell’ Opera di Palazzo, das heute ebenfalls im Dogenpalast untergebracht ist.
Die im Palast befindlichen Ämter wurden, mit Ausnahme der Soprintendenza per i Beni Ambientali e Architettonici di Venezia e Laguna, die dort noch heute ansässig ist, ausquartiert und an anderen Orten untergebracht. 1923 übergab der italienische Staat der Stadt Venedig die Verwaltung des Komplexes. Der Palast wurde jetzt der Öffentlichkeit als Museum zugänglich gemacht.
Seit 1996 gehört der Dogenpalast zu den Venezianische Stadtmuseen (Musei Civici Veneziani).

## Die Architektur des Dogenpalastes

### Der Gebäudekomplex

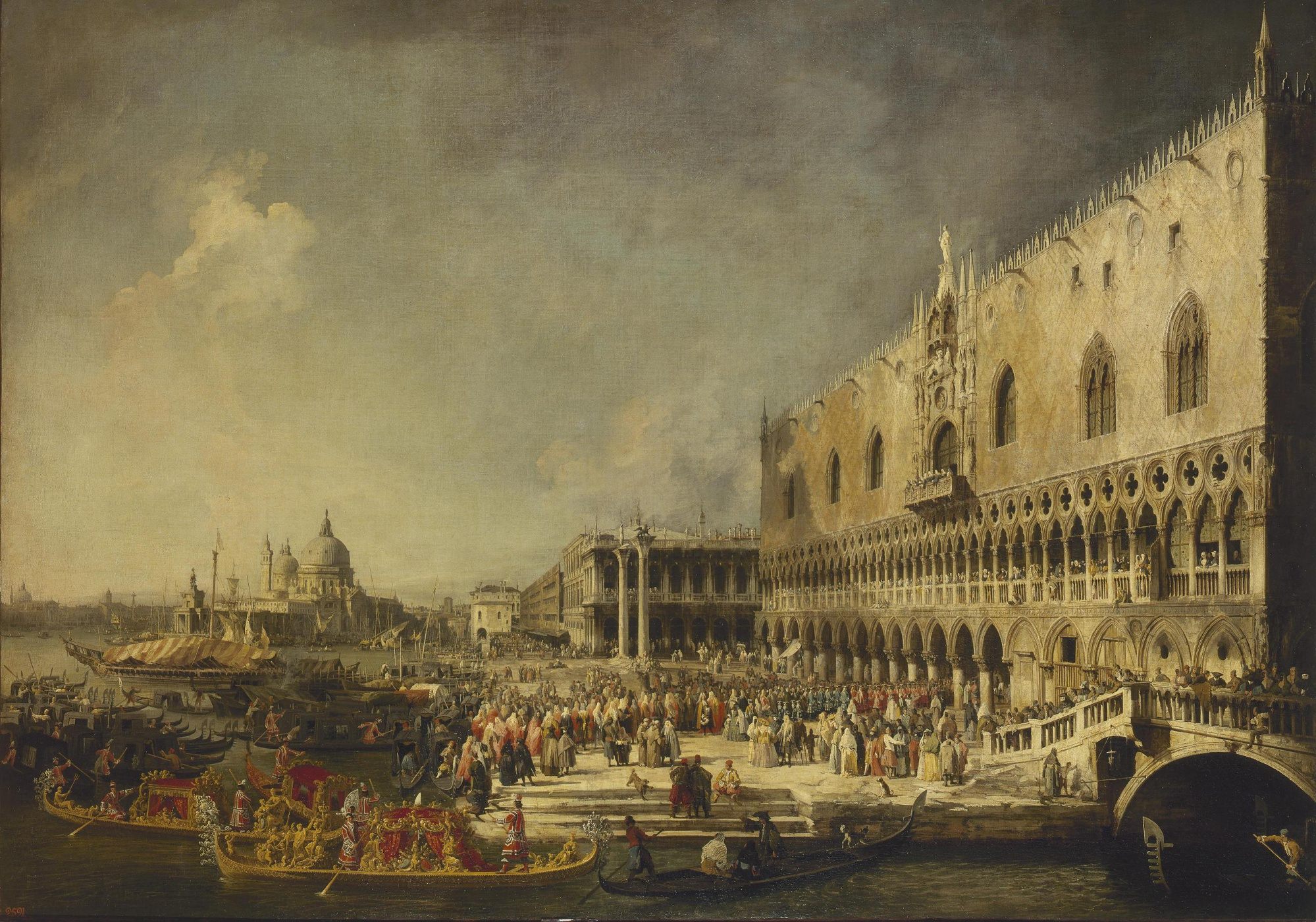
Giovanni Antonio Canal, Empfang des französischen Gesandten Jacques–Vincent Languet in Venedig, um 1740, Eremitage. Rechts im Bild der Dogenpalast.

Der Dogenpalast zeigt sich heute von außen als ein Konglomerat von Bauteilen, die von der Mitte des 14. Jahrhunderts bis zur Mitte des 15. Jahrhunderts realisiert wurden. Zwischen 1342 und 1350 entstand der Südflügel zum Molo, 1404 war das aufwendige Steno-Fenster vollendet. Zwischen 1422 und 1438 wurde unter Francesco Foscari der Flügel zu Piazzetta errichtet, zwischen 1438 und 1442, ebenfalls unter Foscari, die Porta della Carta.
Der Ostflügel zum Rio del Palazzo musste nach dem Brand von 1483 nach den Plänen Rizzos wieder neu aufgebaut werden, war aber erst im frühen 17. Jahrhundert unter dem Dogen Leonardo Donà endgültig fertiggestellt. Zwischen 1563 und 1614 erfolgte jenseits des Rio del Palazzo der Bau der neuen Gefängnisse (Prigione Nuove), die ab 1603 durch den Ponte dei sospiri mit dem Nordflügel und den dort ansässigen Gerichten verbunden waren.
Alle Bauteile ruhen auf Fundamenten von Baumstämmen und istrischem Stein, sind aus Ziegeln gebaut und mit Ausnahme eines kleinen Teils am Rio del Palazzo vollständig mit Marmor und farbigen Marmorinkrustationen verkleidet oder aus behauenem istrischem Stein und Marmor gebildet. Süd- und Westfront erscheinen als dreigeschossige Bauten, während der Ostflügel sich in vier Geschossen zeigt.
Im Norden grenzt der Komplex mit einer Ausdehnung von 71 m bzw. 75,5 m × 100 m unmittelbar an den Markusdom. Im Osten verbindet die Seufzerbrücke den Palast mit dem Gefängnis, im Westen verbindet die Porta della Carta, die zum Innenhof führt, den Palast mit dem Markusdom. Die auch heute noch beeindruckende großzügige städtebauliche Ordnung von Markusdom, Dogenpalast, Piazza San Marco, Piazzetta, Logetta und Bibliothek ist das Ergebnis zielstrebiger und weitsichtiger Stadtplanung der venezianischen Behörden, die ihrer Republik funktionierende und für alle Sparten des öffentlichen Lebens passende Räume zu schaffen wussten.

### Stile
Die Architektur des Dogenpalastes ist einmalig in der abendländischen Architekturgeschichte und auch bei jenen Nachfolgebauten sofort zu erkennen, die ihn kopieren. Die Bauweise der venezianischen Gotik unterscheidet sich wesentlich von der des nördlichen Europas. Dem Höhenstreben der nordeuropäischen Gotik setzte in Venedig allein schon der labile Baugrund Grenzen, zudem fehlt grundsätzlich fast allen gotischen Kirchen und Profanbauten Italiens der Höhenzug einer französischen Gotik.
In die dominierenden Formen der Gotik mischen sich orientalisierende Elemente, wie die Zinnenkrone, die von den Zinnen nordafrikanischer Mamluken-Moscheen inspiriert ist. Der ungewöhnliche rosa-weiße Rautendekor des Obergeschosses ist ein aus der Osttürkei oder dem Iran entlehntes Seldschuken-Motiv, ebenso dürften die Kielbögen der Loggien ihre Vorbilder in der islamischen Kunst haben.
Die Vorliebe für farbigen Bauschmuck und vielfarbiges Baumaterial hat ihre Wurzeln in den alten Bindungen der Lagunenstadt an die byzantinische Kunst. Sie ist ein grundsätzliches Kennzeichen venezianischer Architektur und prägend für den „märchenhaften“ Zauber des Dogenpalastes, dem Generationen von Venedigreisenden erlegen sind.

### Die Kapitelle des Filippo Calendario

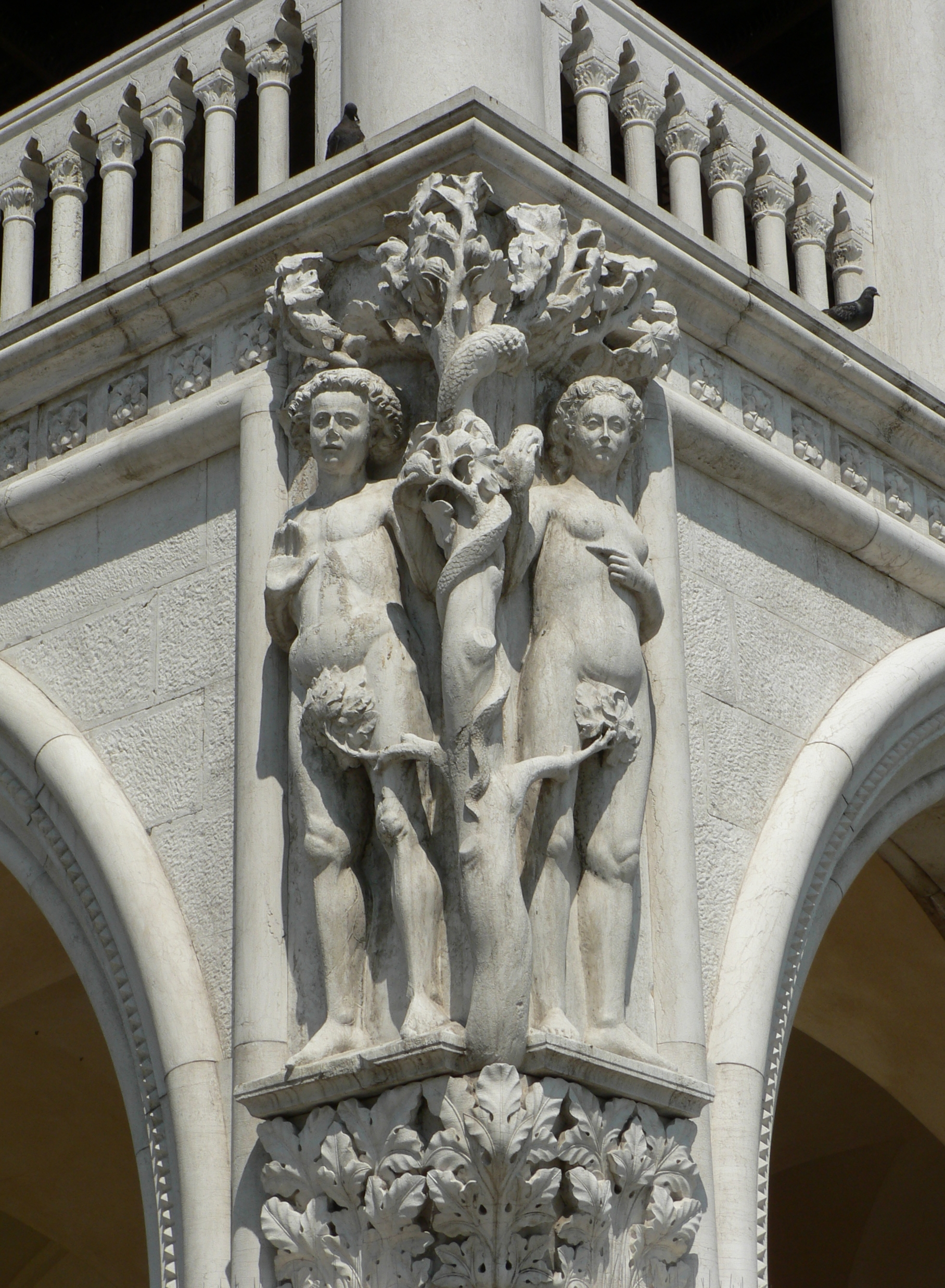
Der Sündenfall von Adam und Eva

Der führende Baumeister und auch Bildhauer Venedigs im 14. Jahrhundert war, folgt man den venezianischen Chroniken ab dem 15. Jahrhundert, Filippo Calendario, der Schwiegersohn eines der Verschwörer des Jahres 1355. Er wurde als Mitverschwörer des Marino Falier in diesem Jahr hingerichtet, genauso wie der Doge und zahlreiche seiner Anhänger. Die zeitgenössischen Dokumente lassen seine zentrale Mitwirkung am Bau des Dogenpalasts dabei keineswegs erkennen, was eine maßgebliche Beratungsleistung allerdings nicht ausschließt. Der Plan zum Umbau des Palastes war bereits 1340 verabschiedet worden.
Eines der großen Eckkapitelle des oberen Geschosses zeigt den Sündenfall von Adam und Eva und den Baum der Erkenntnis mit der Schlange. Die feingeschnittenen Gesichtszüge dieser Figuren tauchen in zahlreicher Wiederholung an den kleineren Kapitellen immer wieder auf. Die neuere Stilkritik und die jüngsten Ergebnisse von Forschungen über die Konstruktion des Palastes bestätigen die alten Chroniken, wonach der Skulpturenschmuck im Wesentlichen zwischen 1340, dem Baubeginn, und 1355, der Hinrichtung des damaligen Bildhauers und proto des Dogenpalastes, Filippo Calendario, entstanden ist.
Ein weiteres bedeutendes Kapitell an der Ecke des Dogenpalastes (zur Ponte della Paglia hin) zeigt Die Trunkenheit des Noah. Noah, dargestellt als alter Mann, scheint zu torkeln, aus einer Schale verschüttet er Wein. Sein Sohn Sem bedeckt mit einem Tuch seine Blöße und hebt schützend eine Hand. Noahs anderer Sohn Ham scheint mitleidlos und macht auf die peinliche Situation noch aufmerksam.
Die 37 Kapitelle der unteren Säulenreihe wurden von mehreren Bildhauern vermutlich nach einheitlichen Vorlagen gefertigt. Sie zeigen Themen, wie sie an den Außenzonen von Kathedralen und Herrschaftsgebäuden damals allgemein üblich waren, wie Monatsdarstellungen, Sternkreiszeichen, die sieben freien Künste, Szenen aus dem Alten und Neuen Testament sowie aus der Stadtgeschichte, Tugenden und Laster, Porträts verschiedener Völker usw. Die Kapitelle beginnend mit der Südseite stammen aus dem 14. und 15. Jahrhundert. Bei der Generalsanierung der Außenfassaden 1875–1890 wurde ein Drittel der Kapitelle durch Kopien ersetzt, die sich heute im Museo dell' Opera im Dogenpalast befinden.
Das Niveau des umgebenden Bodens ist in den vergangenen Jahrhunderten mehrmals angehoben worden. Daher sind die Basen der Säulen nicht mehr zu sehen und die Maßverhältnisse haben sich leicht geändert.

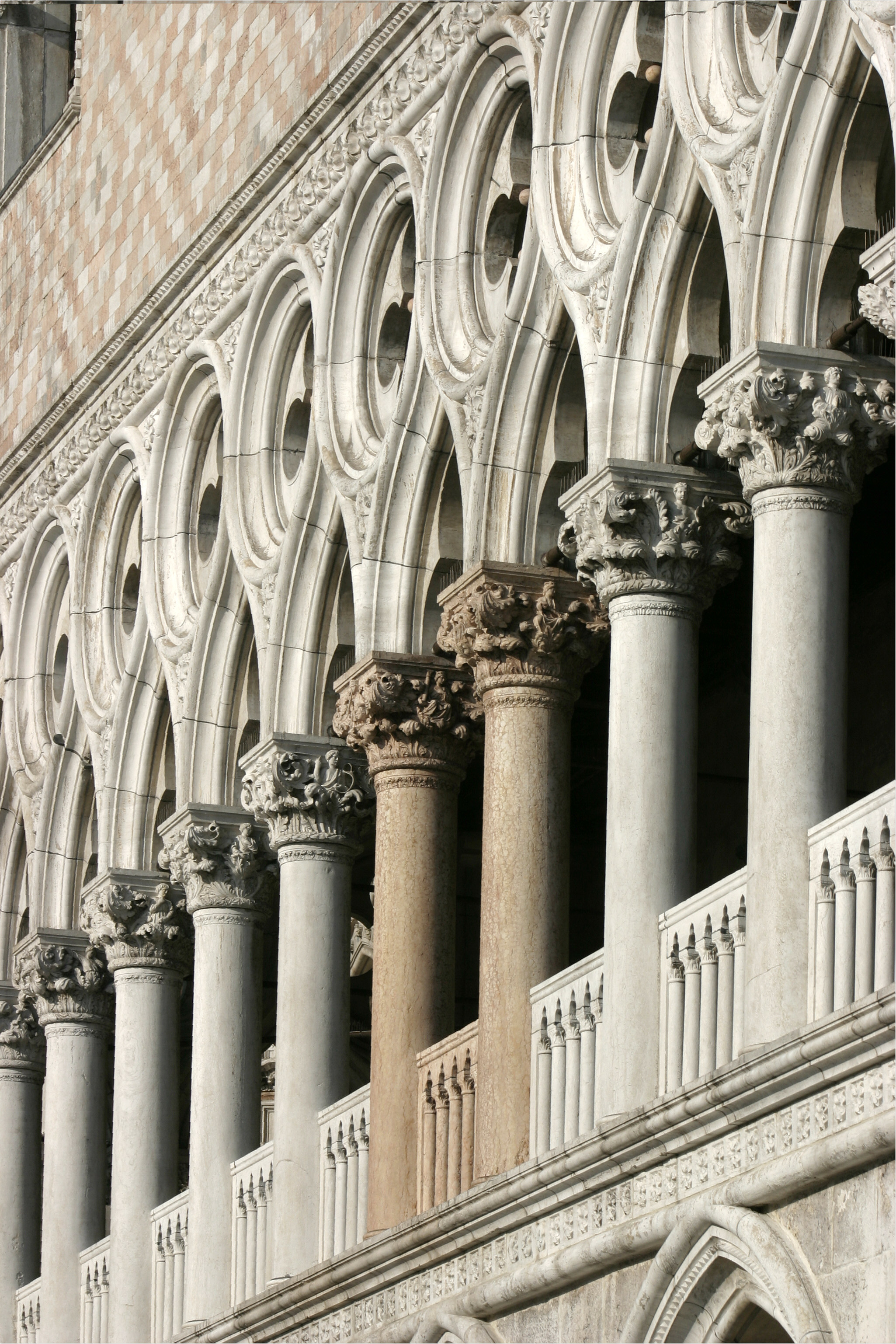
Die beiden roten Säulen in der Loggia

### Rote Säulen für die Todesurteile
An der Platzseite des Palastes sieht man im ersten Geschoss zwei benachbarte Säulen, die deutlich rötlicher gefärbt sind als die anderen. Zwischen ihnen wurden die Todesurteile verkündet. Dementsprechend befindet sich nicht weit davon entfernt als Kreisform über einer Säule eine symbolische Darstellung der Rechtsprechung: die Justitia mit dem Schwert und der Schriftrolle zwischen zwei Löwen, ebenfalls ein Werk Filippo Calendarios.

### Die Porta della Carta

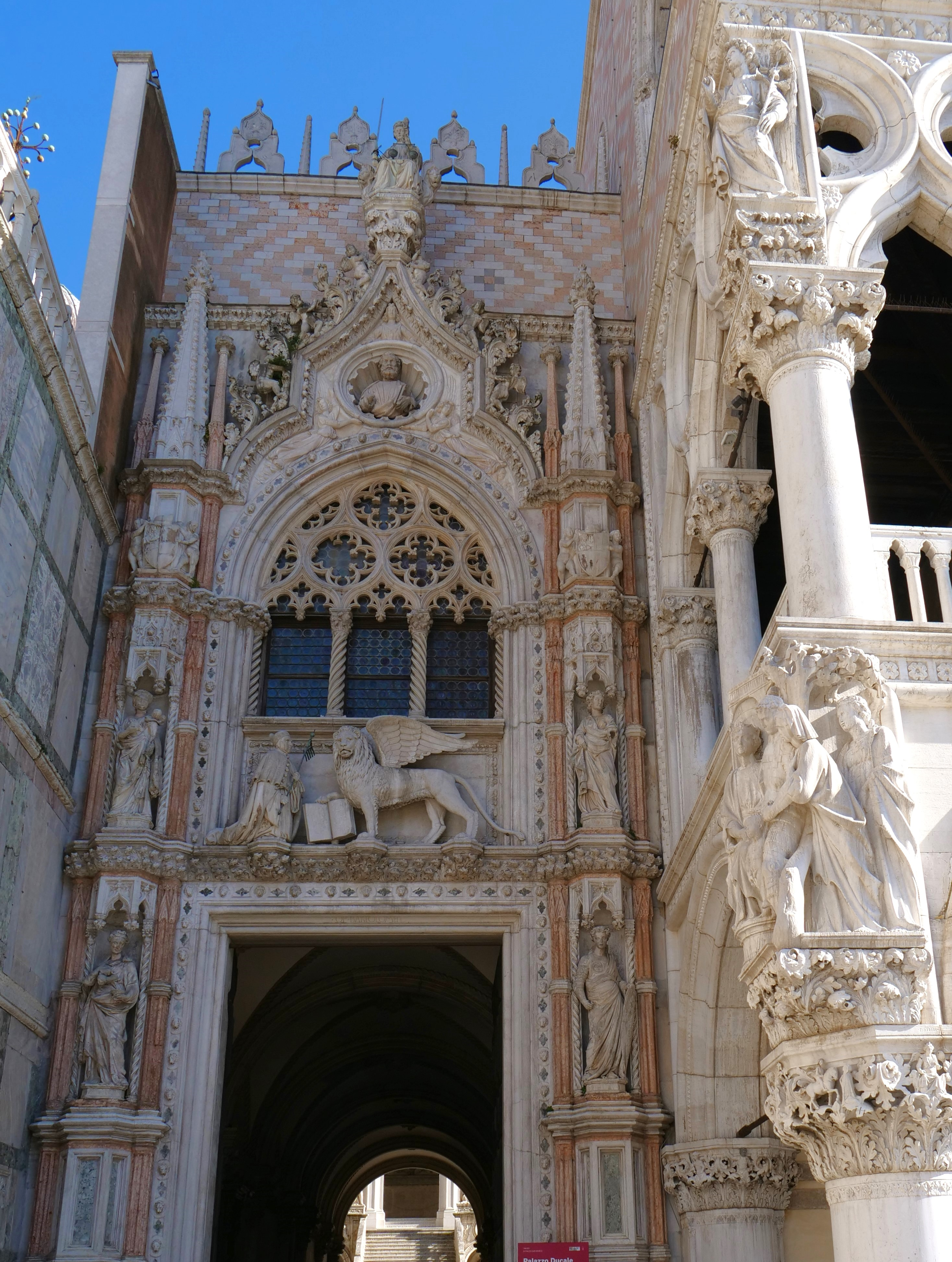
Porta della Carta

Die Porta della Carta, das „Tor des Papiers“, ist der Durchgang zum cortile, dem Innenhof des Dogenpalastes. Mit dem Portal wurde die Baulücke zwischen Markusdom und Palast geschlossen. Für die Herkunft des Namens gibt es keine gesicherte Quelle, aber verschiedene Erklärungsversuche. So sollen Verlautbarungen der Regierung auf offiziellen carte an dieser Stelle angeschlagen worden sein, nach einer anderen These konnten die Bürger hier Bittschriften an die Stadtregierung einreichen.
Die Porta della Carta wurde in den Jahren 1438–1442 von den venezianischen Baumeistern Giovanni und Bartolomeo Bon erbaut und verziert. Es ist typisch für den konservativen Zug der Serenissima, dass das Portal fast vollständig in den Formen der späten Gotik ausgeführt wurde, wenn es auch in einzelnen Bereichen schon Züge der Kunst der Renaissance aufnimmt. Das große kassettierte Eingangstor selbst mit seiner antikisierenden Rahmung ist an der modernen Florentiner Baukunst orientiert. In den Formen der Spätgotik gestaltet ist dagegen die Gesamtanlage des Tors mit den beiden von Fialen gekrönten Strebepfeilern, die das Portal, das breite mit Maßwerk geschmückte Spitzbogenfenster und den geschwungenen, spitz auslaufenden Tympanon flankieren.
Mit dem reichen Skulpturenschmuck des Portals werden Selbstverständnis und politischer Anspruch der Republik bildlich dargestellt. In den vier Nischen der Strebepfeiler stehen unter zierlichen, mit Flachreliefs und floralen Ornamenten geschmückten Baldachinen die Kardinaltugenden Tapferkeit (fortitudo), Mäßigkeit (temperantia), Klugheit (prudentia) und Liebe (caritas); Herrschertugenden, welche die Republik für sich in Anspruch nimmt. Die Skulpturen stammen von Antonio Bregno, einem aus einer oberitalienischen Steinmetzfamilie stammenden Bildhauer, der an vielen bedeutenden Bauten Venedigs tätig war.

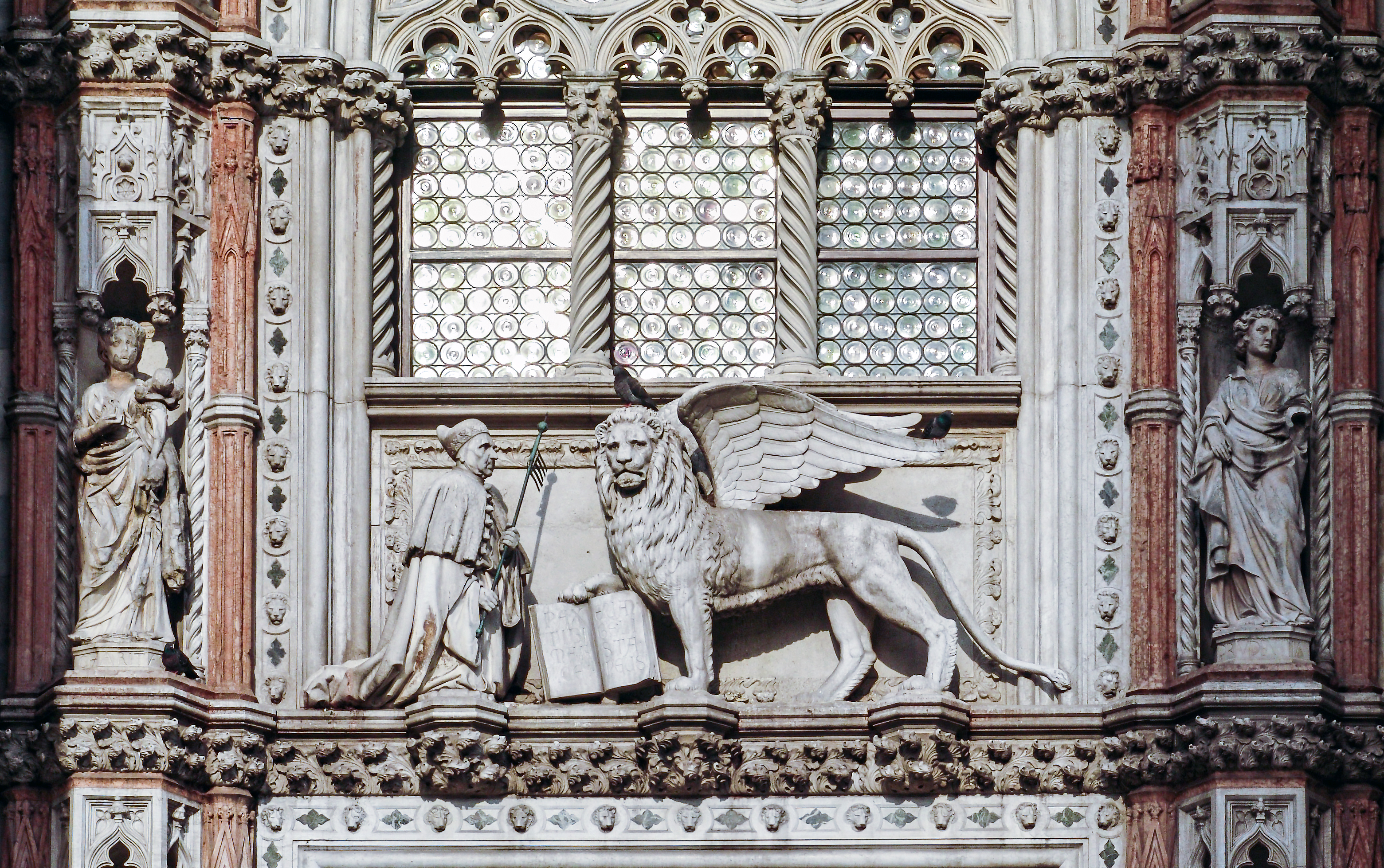
Porta della Carta, Der Doge vor dem Markuslöwen

Der breite Sockel des folgenden dreiteiligen Maßwerkfensters bildet die Bühne für das Bild des Dogen Francesco Foscari, der in vollem Ornat vor dem geflügelten Markuslöwen kniet. Bildlich wird hier jedem Besucher des Palastes und dem Dogen selbst, der die Porta della Carta zum Anlass seiner vielen andate, den feierlichen Dogenprozessionen, jeweils zweimal durchschreiten musste, vor Augen geführt, dass der Doge nur der Diener der Republik, verkörpert durch den Markuslöwen, und nicht ihr Herrscher ist. Antikisierende Putten zu beiden Seiten des Maßwerkfensters präsentieren das Wappen Foscaris. Der Heilige Markus erscheint dann in Person als Büste in dem Tondo über der Spitze des Maßwerkfensters, um an dieser exponierten Stelle zu demonstrieren, unter wessen Schutz die Republik steht. Bekrönt wird das Tor von Justitia mit Schwert und Waage, deren Thron dem Löwenthron Salomons, der Verkörperung des weisen und gerechten Richters, nachempfunden ist. Mit der Personifikation der Gerechtigkeit an dieser Stelle wird auf die gerechte und weise Regierung der Serenissima hingewiesen.
Die repräsentative Wirkung der Toranlage wurde einst durch eine farbige Fassung und reiche Vergoldung unterstrichen, von der heute nur noch schwache Spuren erhalten sind. Sie wurde in den 1970ern restauriert.

### Der Arco Foscari

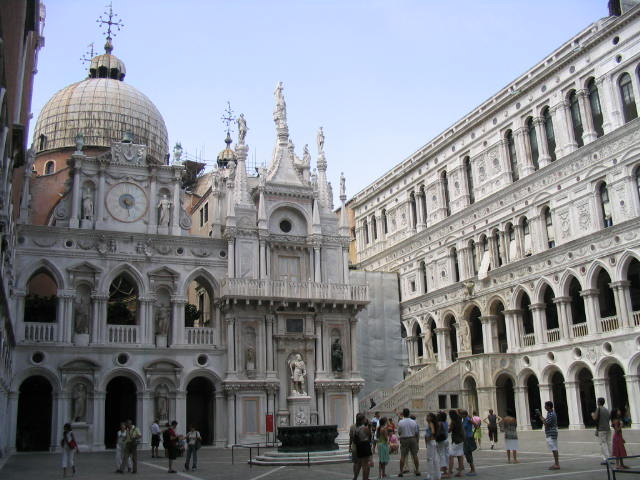
Innenhof; in der Mitte der Arco Foscari, rechts die Scala dei Giganti

Zum Innenhof hin schließt an die Porta della Carta der Arco Foscari oder auch Androne Foscari an. Architekturgeschichtlich zeigt sich an der Anlage der Wandel von der Gotik zur Renaissance.
Als Architekten werden in der Forschung die Buon, Antonio Bregno und Antonio Rizzo angenommen.
Der korridorartige mit Kreuzgratgewölbe überdeckte sechsjochige Gang führt direkt auf die repräsentative Scala dei Giganti, politisch bedeutender Ort für den Staatsakt der Inthronisation eines neu gewählten Dogen.
Die der Scala gegenüberliegende Fassade zeigt in der Formensprache der Renaissance eine Triumphbogenarchitektur. Die dreiteilige Fassade ist in zwei Geschosse gegliedert und mit einem oktogonalen Steindach abgeschlossen. Auf der Dachspitze steht die Figur des Apostels Markus, der mit einer Segensgeste auf die gegenüberliegende Treppe deutet, wo der Doge gekrönt wird.
Bis zu ihrer Zerstörung durch französische Soldaten stand über dem Portal im zweiten Geschoss eine Skulptur des Dogen Cristoforo Moro auf den Knien vor dem Markuslöwen. Unter seiner Regierung war der Arco vollendet worden.
Der Bogen des Untergeschosses wird flankiert von zwei Skulpturen Rizzos, Adam und Eva, deren Originale sich heute im Dogenpalast befinden.
Die Seite zum Hof ist im 17. Jahrhundert mit Marmor verkleidet und mit einer Uhr ausgestattet worden.

### Die Scala dei Giganti

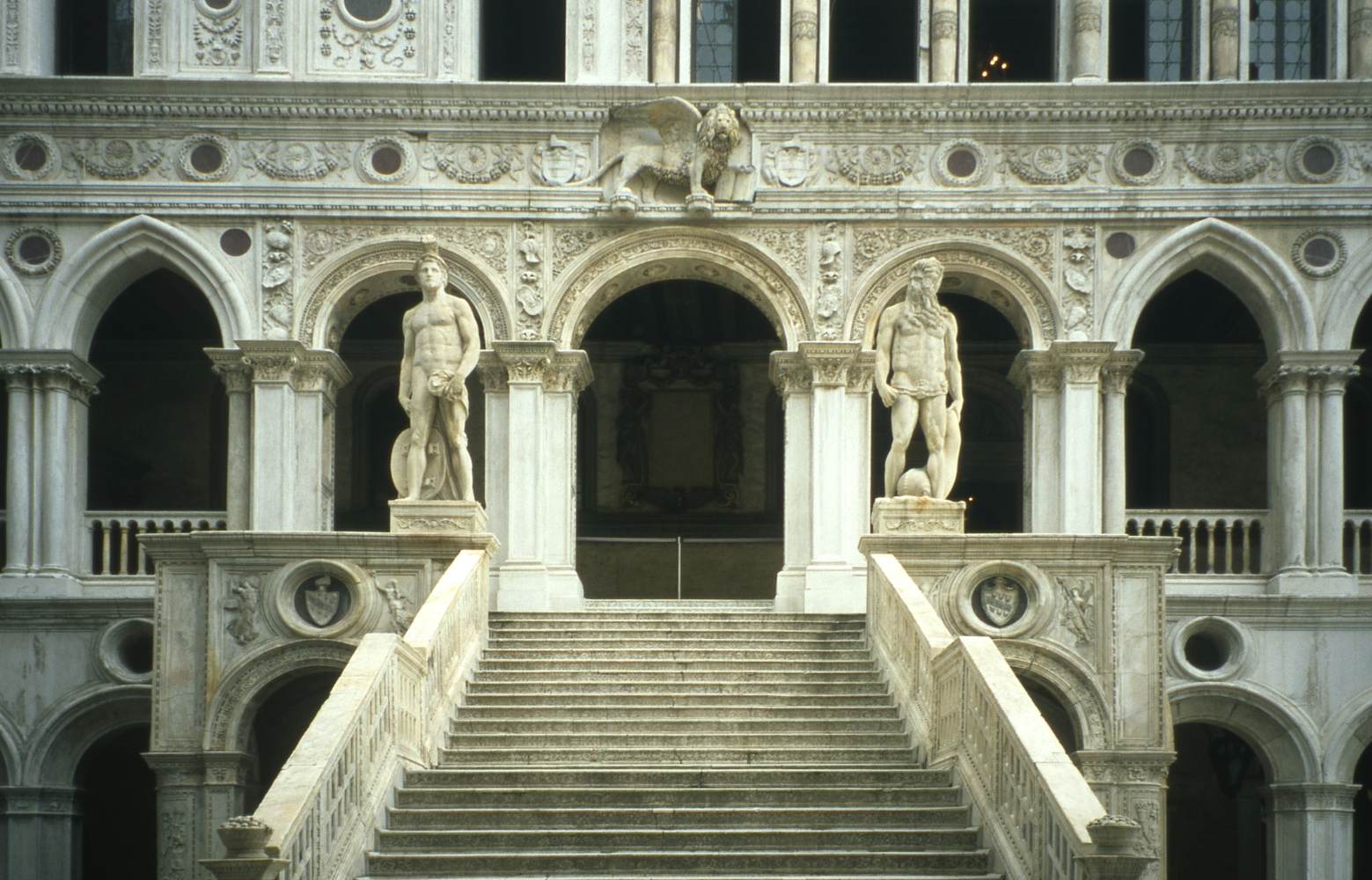
Scala dei Giganti mit dem Skulpturen von Mars und Neptun

Die Scala dei Giganti ist die letzte von ehemals vier Treppen, die aus dem Innenhof in das Obergeschoss führten. Über sie gelangt man in die ehemaligen Räume des Dogen. Über dem Eingangsbogen steht der Markuslöwe auf zwei vorkragenden Konsolen. Er wird von den Wappen Agostino Barbarigos flankiert. Unter dessen Regierung wurde die Treppe ab 1484 von dem Baumeister Antonio Rizzo erbaut.
Die „Treppe der Giganten“ hat ihren Namen von zwei kolossalen Skulpturen, die die römischen Götter Mars und Neptun darstellen. Mars, der Gott des Krieges (zu Lande), und Neptun, der Gott des Meeres, weisen unmissverständlich auf die militärische Stärke Venedigs hin. Der Bildhauer Jacopo Sansovino schuf die Skulpturen im Jahr 1567, drei Jahre vor seinem Tod.

### Der Innenhof

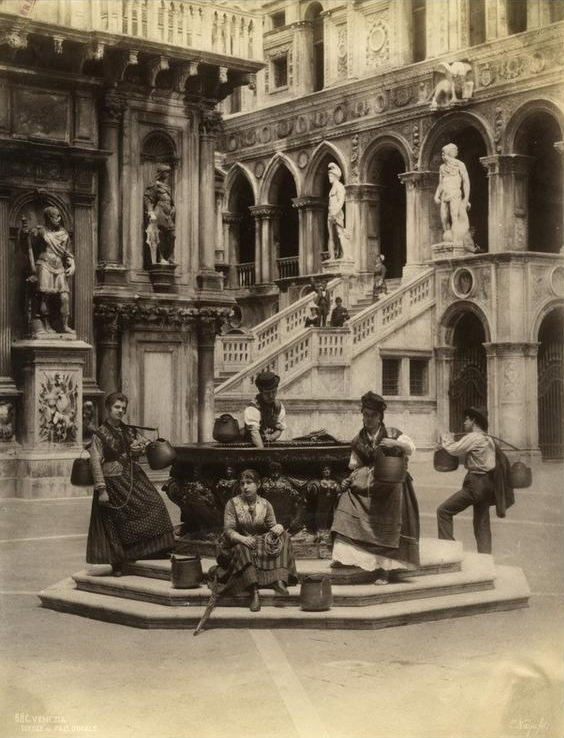
Frauen schöpfen Wasser aus dem Brunnen des Dogenpalastes, Foto von Carlo Naya

Der Innenhof war der Bevölkerung Venedigs frei zugänglich. Er wurde für Amtshandlungen, Versammlungen, Feste und Turniere genutzt, einmal im Jahr gab es eine Stierhatz. Seit 1485 fand hier das Zeremoniell der Dogenkrönung statt.
Der Hof ist seit 1773 mit Platten aus Trachyt und aus istrischem Stein gepflastert, mit denen der ursprüngliche Ziegelboden ersetzt wurde.
Unterhalb des Pflasters liegen die beiden großen Zisternen, die der Wasserversorgung von Palast und Bevölkerung dienten. Die beiden Brunnenbecken wurden 1554 und 1559 von den Bronzegießern Alfonso Albergheti und Niccolò dei Conti geschaffen und tragen die Wappen der Auftraggeber Francesco Venier und Lorenzo Priuli.
Mehrere Treppenanlagen führen zu den verschiedenen Flügeln mit den Räumen des Dogen und der Ämter und Gerichte, die dort ihren Sitz haben.
Nach Süden verlässt man den Innenhof durch die Porta del Frumento, die Weizenpforte.

### Platz der Senatoren
Links des Haupthofs neben der Scala dei Giganti liegt der kleine Platz der Senatoren (cortile oder cortiletto dei Senatori), auf dem diese sich vor den Sitzungen trafen. Von hier aus führten bequeme Treppen direkt zu ihren Amtsräumen.

### Cappella San Nicolò
1505 erhielt Spavento den Auftrag zum Bau einer Kapelle für den Dogen. Die kleine Kirche San Nicolò erhebt sich in der Ecke des Hofs. Spavento passte die Fassade der Kirche der bereits fertiggestellten Palastfassade an. Der mit Girlanden und Tondi geschmückte Fries wird nahtlos im Fries des Palastes fortgesetzt. Eine feingliedrige Balustrade schließt die Fassade ab und ist gleichzeitig Geländer eines kleinen Dachgartens, der von der Dogenwohnung aus zugänglich war.
San Nicolò kann zurzeit nicht besichtigt werden.

## Die Innenräume

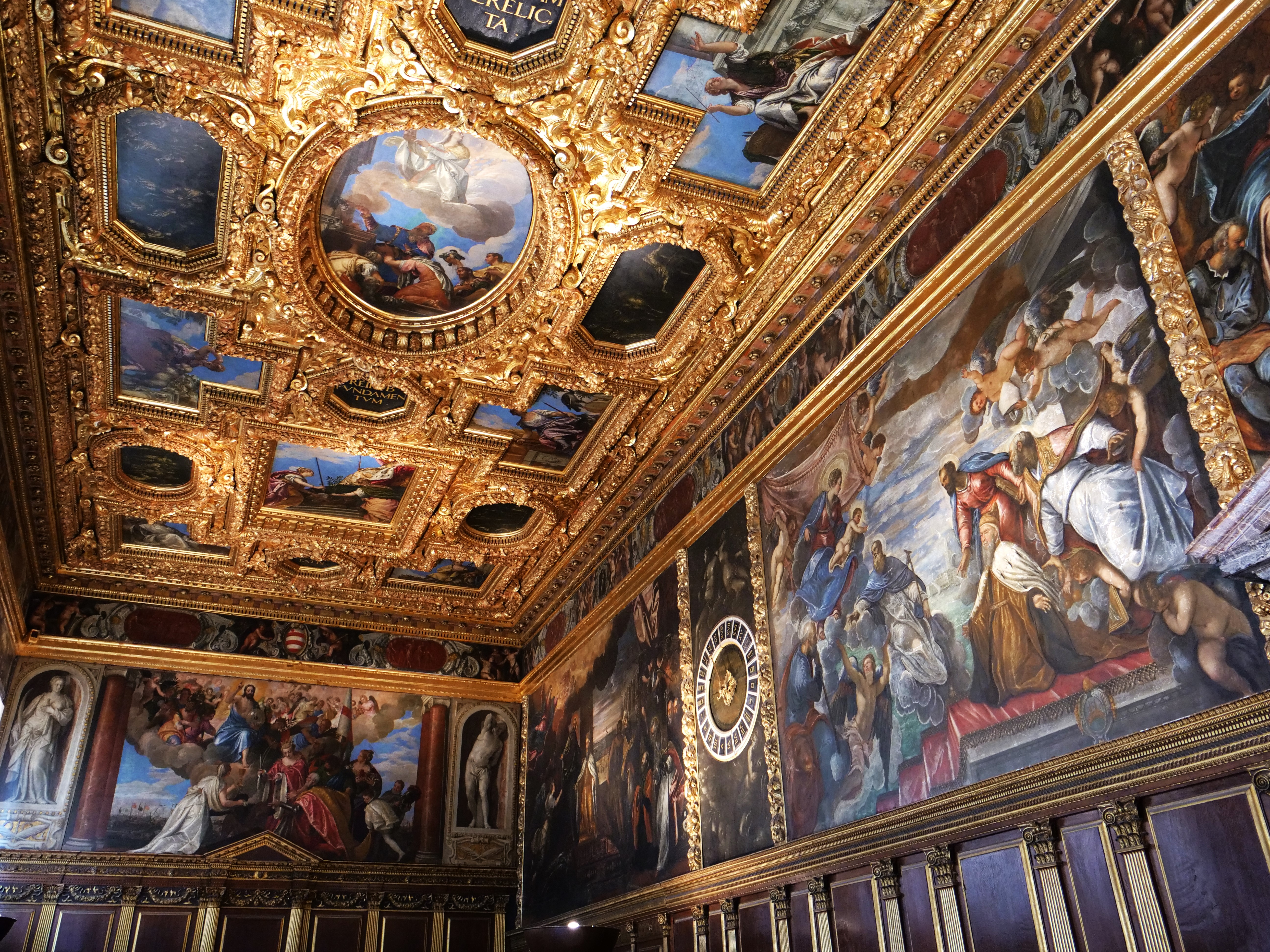
Decken- und Wandgestaltung in der Sala del Collegio

Die Bilder der zahlreichen Innenräume vermitteln eine Gemeinsamkeit der einzelnen Säle des Palastes neben ihrer ähnlichen Form, nämlich ein großes Bemühen um künstlerische Ausgestaltung. Der obere Teil der Wände und vor allem die Decken sind mit einem ungeheuren Prunk versehen. Man hat sehr viel Wert auf die ornamentale Gestaltung der Rahmen unter der Decke gelegt, in die man häufig Bilder der führenden Künstler Venedigs hineinsetzte, die sich thematisch in erster Linie mit der Glorifizierung der Stadt beschäftigten.
Im Anticollegio warteten Botschafter und Gäste vor der Audienz.
Der Saal des Großen Rates (Sala del Maggior Consiglio) ist mit 54 Metern Länge der größte Saal des Dogenpalastes, dessen Fenster sowohl zum Innenhof als auch auf die Lagune hinausgehen. Es handelt sich um den größten ungestützten Saal Europas. Hier versammelten sich die etwa 1000 Adligen, die das Recht hatten, den Dogen zu wählen. Auch wurden hier die Magistrate, Heer- und Flottenführer und Diplomaten gewählt, ebenso wie über eine Vielzahl von Gesetzen befunden wurde. 

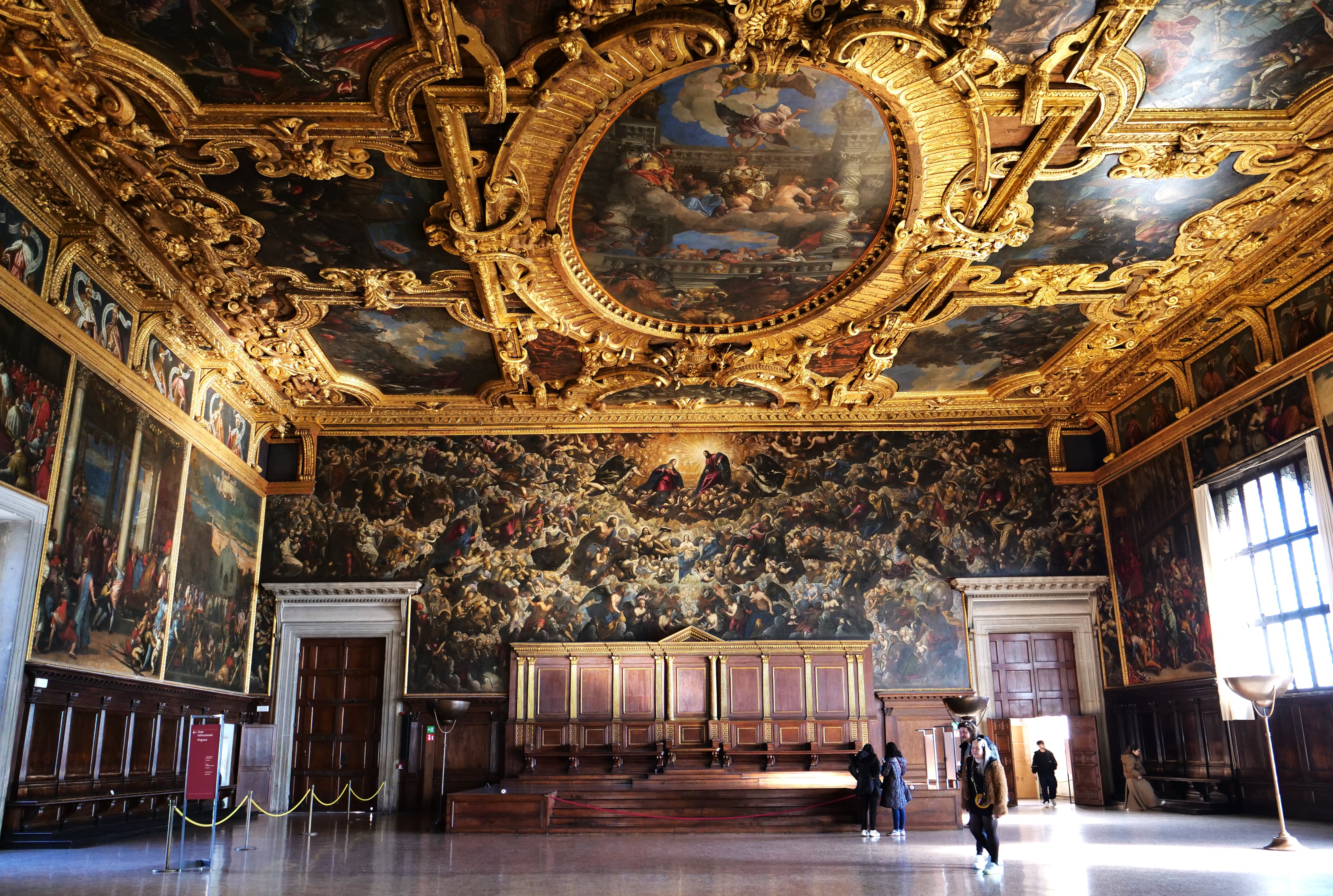
Blick auf die Ostwand mit Tintorettos Paradiesbild

Daher versicherte sich besonders dort die Kommune ihrer Geschichte und ihrer Legitimität. Die hintere Wand wird in voller Breite von Jacopo Tintorettos Bild „Das Paradies“ von 1588 bis 1594 eingenommen. Es wurde gemalt, nachdem 1577 ein Brand die vorherigen Bilder von Bellini, Carpaccio und Tizian zerstört hatte. Begonnen wurde es von Paolo Veronese und nach dessen Tod in vier Jahren Arbeit von Tintoretto fertiggestellt. Bei seiner Präsentation war es das größte Gemälde der Welt und gilt heute noch als zweitgrößtes Ölgemälde der Welt.
Die 76 Dogengemälde mit ihren Spruchbändern schuf Jacopo Tintorettos Sohn Domenico; unter ihnen ist Beatus (nicht wie zeitweise angenommen sein Bruder Obelerius) der früheste Doge, der seine Residenz im heutigen Venedig hatte (um 810) und auch, wie das Spruchband ausweist, jener, der den Eroberungsversuch Pippins abwehrte, eines Sohnes Karls des Großen. Ein mit einem schwarzen Tuch verhülltes Porträt erinnert an den 1355 wegen Hochverrats enthaupteten Dogen Marino Falier. Auch wird dort an die bedeutendsten Siege erinnert, wie die Eroberung Konstantinopels unter dem Dogen Enrico Dandolo (1204) oder die (erfundene) Seeschlacht von Salvore (1177), oder den Kuss des päpstlichen Fußes durch Kaiser Friedrich Barbarossa im selben Jahr.

Im Saal des Großen Rates
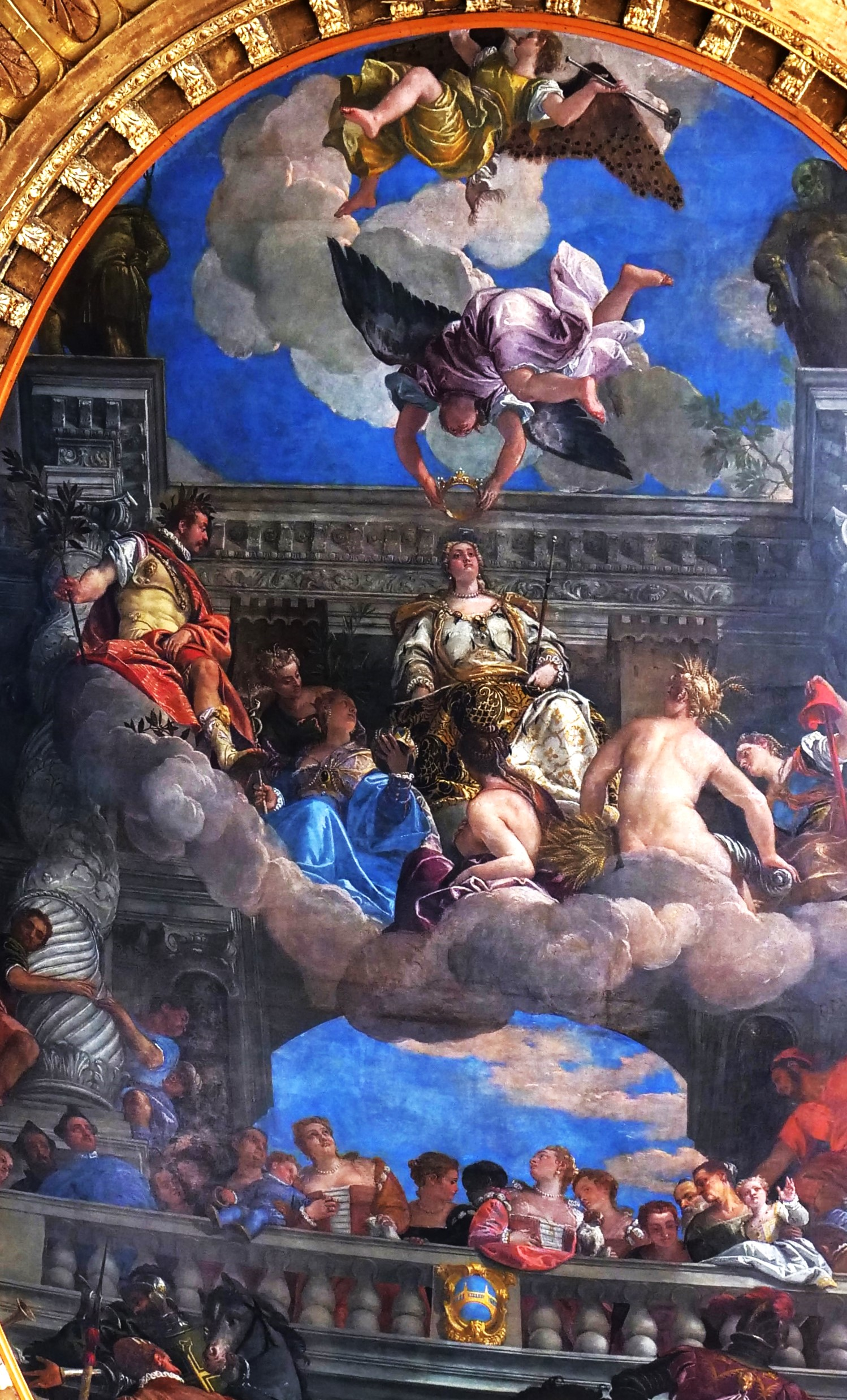
Veroneses Apotheose der Venezia (Ausschnitt)
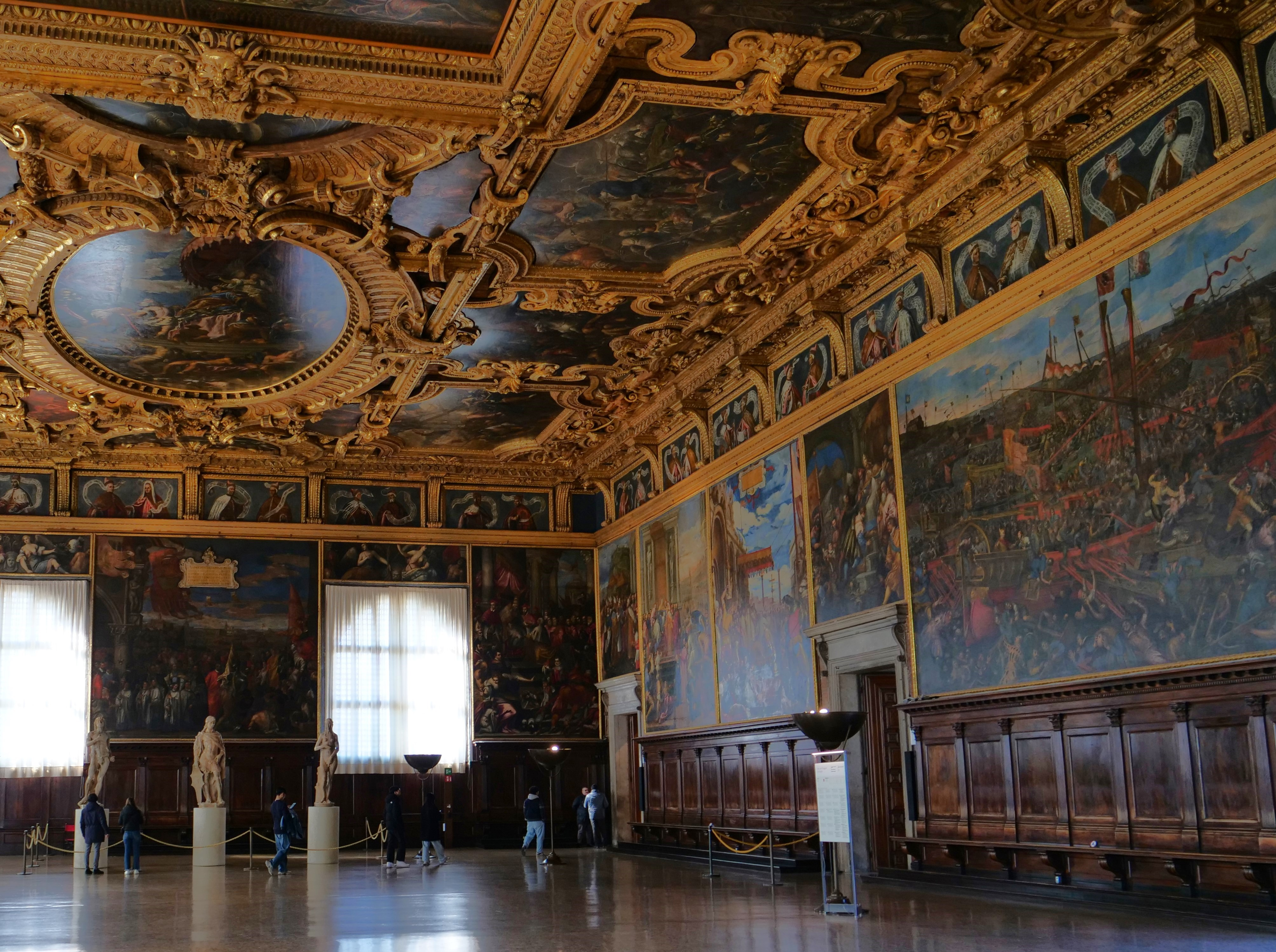
Blickrichtung West- und Nordwand
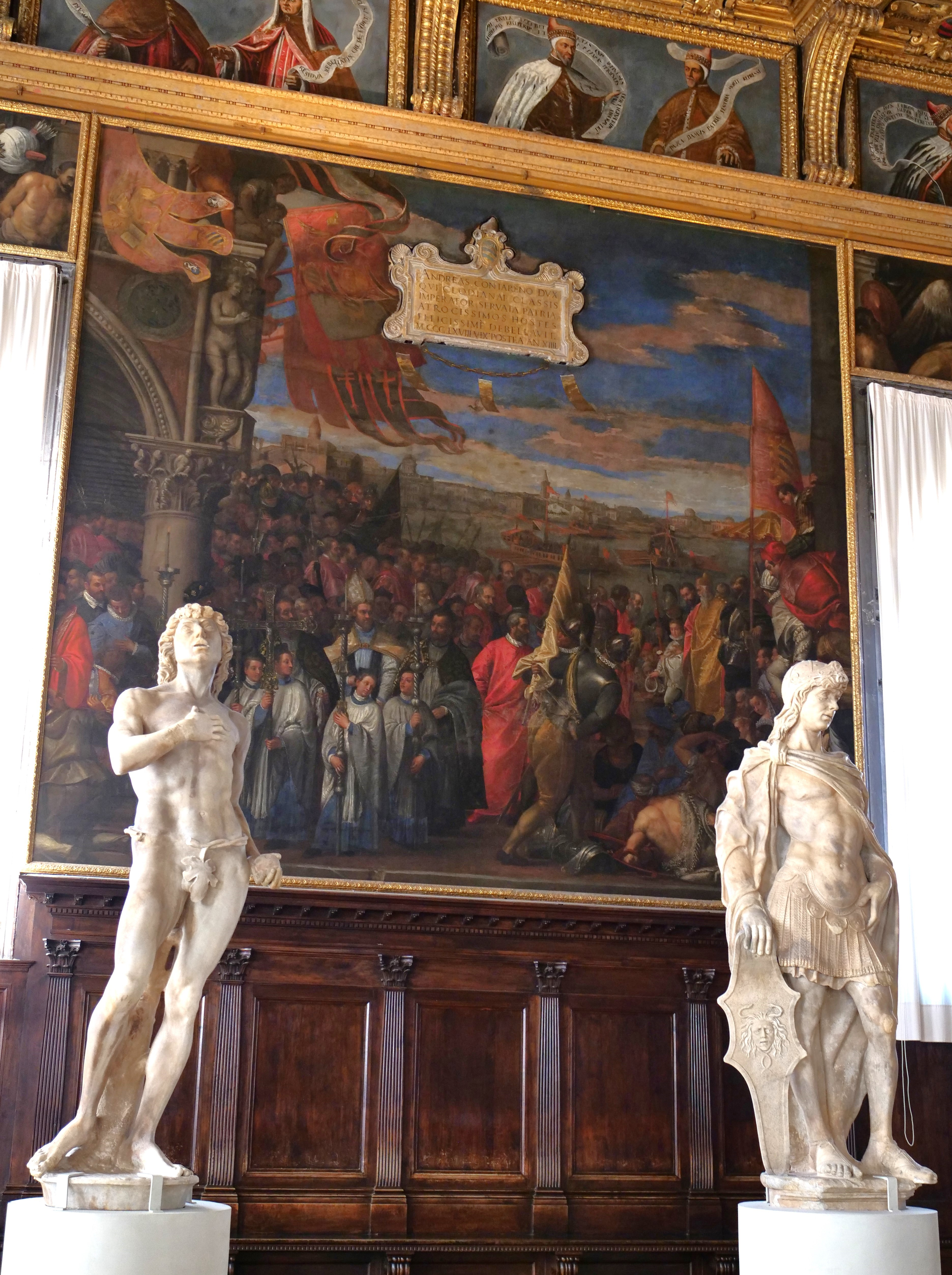
Statuen und Wandgemälde an der Westwand
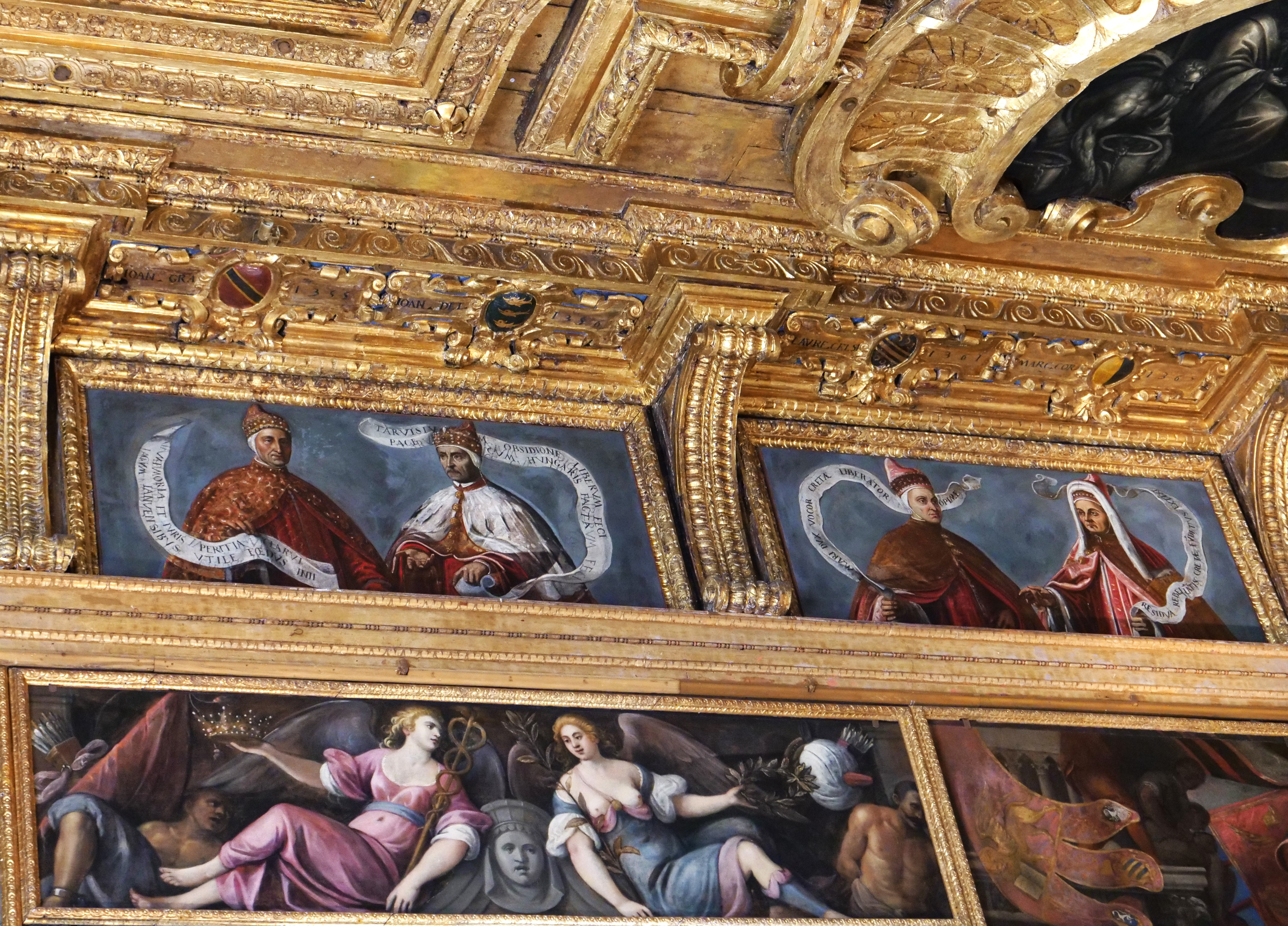
Dogenporträts mit Spruchbändern

Der Große Rat stellte nicht die ursprüngliche Gewalt Venedigs dar. Das war anfangs die „Generalversammlung“ aller freien Männer. Aber der Adel gewann immer mehr an Macht. Er sorgte dafür, dass seit dem 13. Jahrhundert die Generalversammlung nicht mehr einberufen wurde, und setzte stattdessen den „Großen Rat“ als zentrales Machtorgan ein. Dieser verabschiedete alle Gesetze und wählte aus seiner Mitte andere Verfassungsorgane. Er bestimmte u. a. die Zusammensetzung des sog. Rates der 40 und des Senates, der die Gesetze vorschlug, die Gerichtsbarkeit innehatte und Handel und Finanzen kontrollierte. Er bildete den „Rat des Dogen“, in dem jeweils ein Adeliger aus den sechs Stadtbezirken (Sestieri) saß und der zusammen mit den drei Vorsitzenden des „Rates der 40“ und dem Dogen die eigentliche Regierung der Republik, die „Signoria“, bildete. All diese Gremien hatten im Dogenpalast ihre speziellen Versammlungssäle.

## Die Gefängnisse

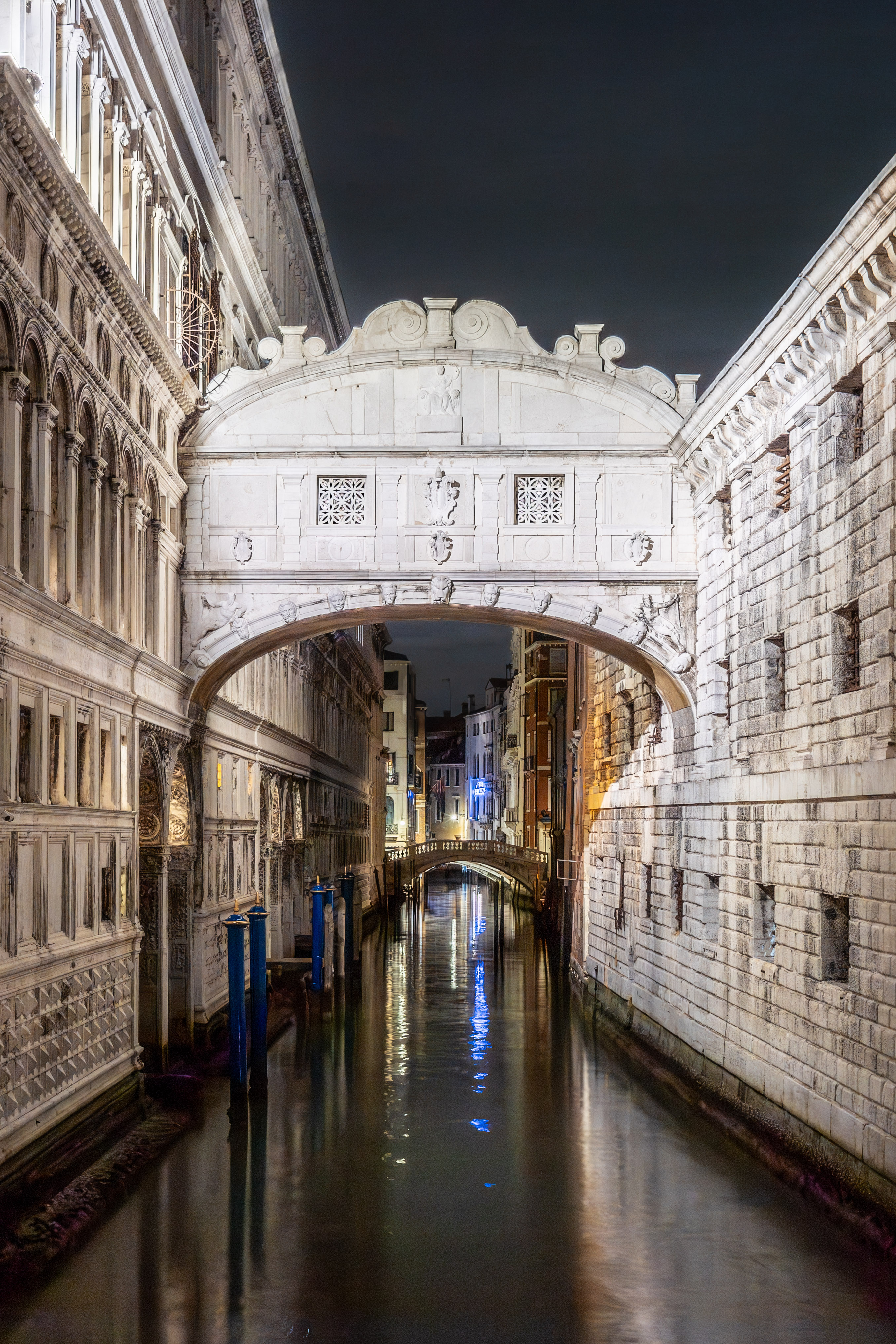
Ostflügel, Seufzerbrücke über den Rio del Palazzo, rechts die Prigioni Nuove

Ein prominenter Bauteil des Dogenpalastes von literarischer Bedeutung ist das Gefängnis, das auf zwei Gebäude verteilt ist – beide Teile sind durch die Seufzerbrücke verbunden. Im Dogenpalast selbst befanden sich einige ausgesprochen feuchte Gefängniszellen im Erdgeschoss, die berüchtigten 19 „Pozzi“, und weiter oben die sechs oder sieben Piombi, die sogenannten Bleikammern direkt unter dem bleigedeckten Dach – daher der Name.
Die im Dogenpalast befindlichen Zellen waren ausschließlich für Staatsgefangene und Hochverräter. Für den üblichen Justizvollzug gab es eigene Gefängnisse im Stadtgebiet.

### Die Bleikammern
Unter dem mit Blei gedeckten Dach, oberhalb der Sala dei Inquisitori, lagen die berüchtigten Piombi. Sie waren nur für die Gefangenen des Rates der Zehn und der Staatsinquisitoren bestimmt. Die insgesamt nur sechs oder sieben Zellen wurden durch ihren bekanntesten Insassen Giacomo Casanova (1725–1798) berühmt, der die Lebensbedingungen in seiner engen und niedrigen Zelle in der Erzählung Geschichte meiner Flucht anschaulich beschrieb. Belüftet nur durch ein kleines Gitterfenster in der Tür, wurde die Hitze unter dem Bleidach schnell unerträglich. Für Möblierung und Verpflegung hatten die Häftlinge jeweils selbst aufzukommen. Allerdings erhielten Häftlinge, die dazu finanziell nicht in der Lage waren, eine Zuwendung, wie Casanova ebenfalls mitteilt.

### Die Pozzi
1531 hatte der Große Rat eine Restaurierung des zum Rio del Palazzo gelegenen Flügels beschlossen. In diesem Zusammenhang wurde im Erdgeschoss ein neues Gefängnis für die Häftlinge gebaut, die in die Zuständigkeit des Rates der Zehn fielen. Der Trakt war durch eine Treppe direkt mit dem Amtszimmer der drei Capi dei Dieci verbunden.
Der I Pozzi (ital.: die Brunnen) genannte Kerker ist aus istrischen Steinblöcken erstellt. Er enthält 19 Zellen, die entlang eines Korridors längs der Außenwände sowie in einem doppelten mittleren Zellenblock angeordnet sind. Türen und Luftschächte öffnen sich nur auf die Korridore. Die Zellen sind jeweils am Architrav über den Türen mit einer spiegelverkehrt eingemeißelten römischen Ziffer gekennzeichnet. Die Zellen waren vollständig mit Holz verkleidet und mit einer Pritsche aus Steinblöcken und Holzbohlen ausgestattet. Wegen der Lage im Untergeschoss standen die Zellen, vor allem bei Acqua alta, mit Ausnahme der Steinpritschen häufig unter Wasser.

### Die neuen Gefängnisse

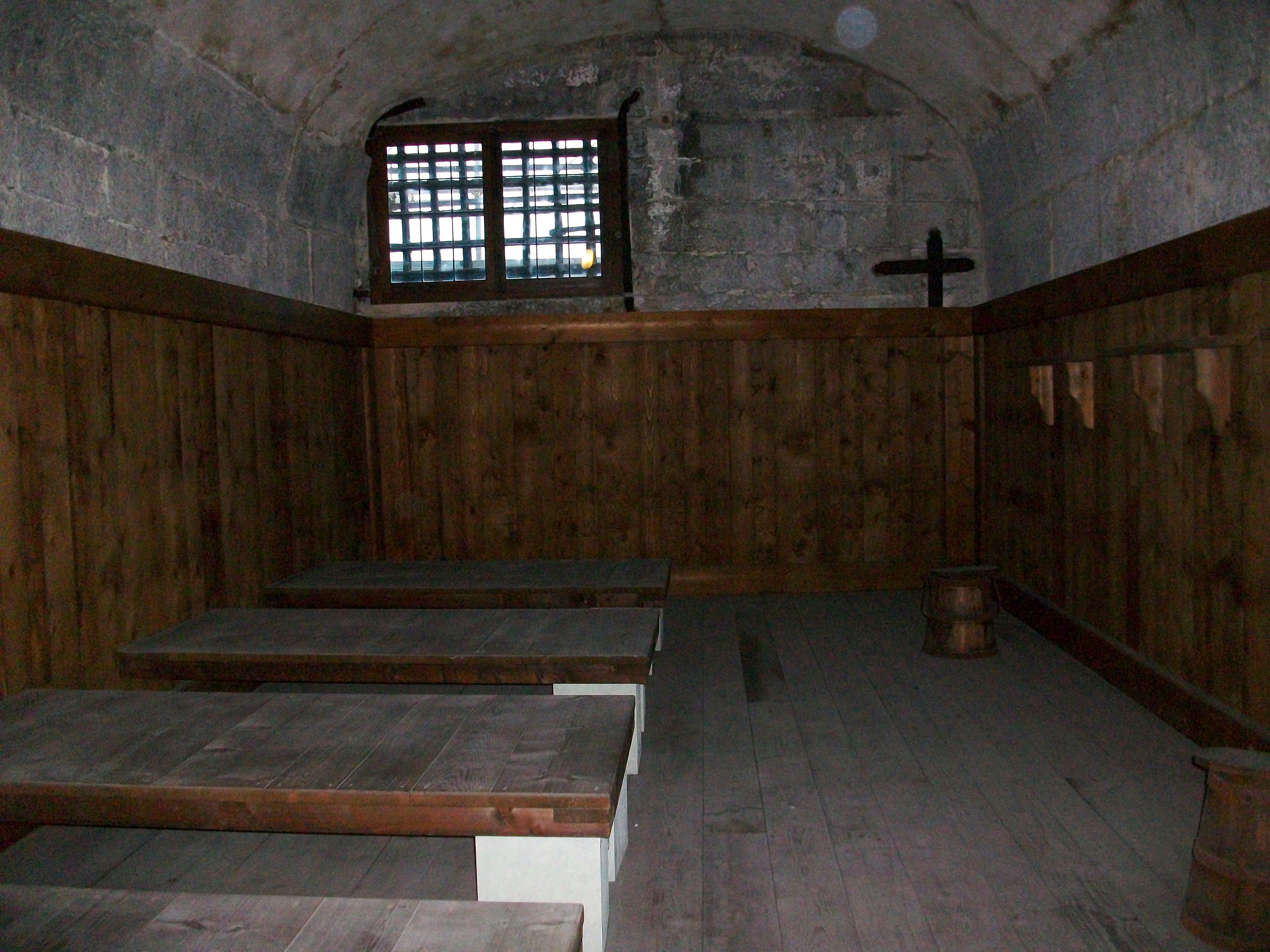
Eine Zelle der prigioni nuove

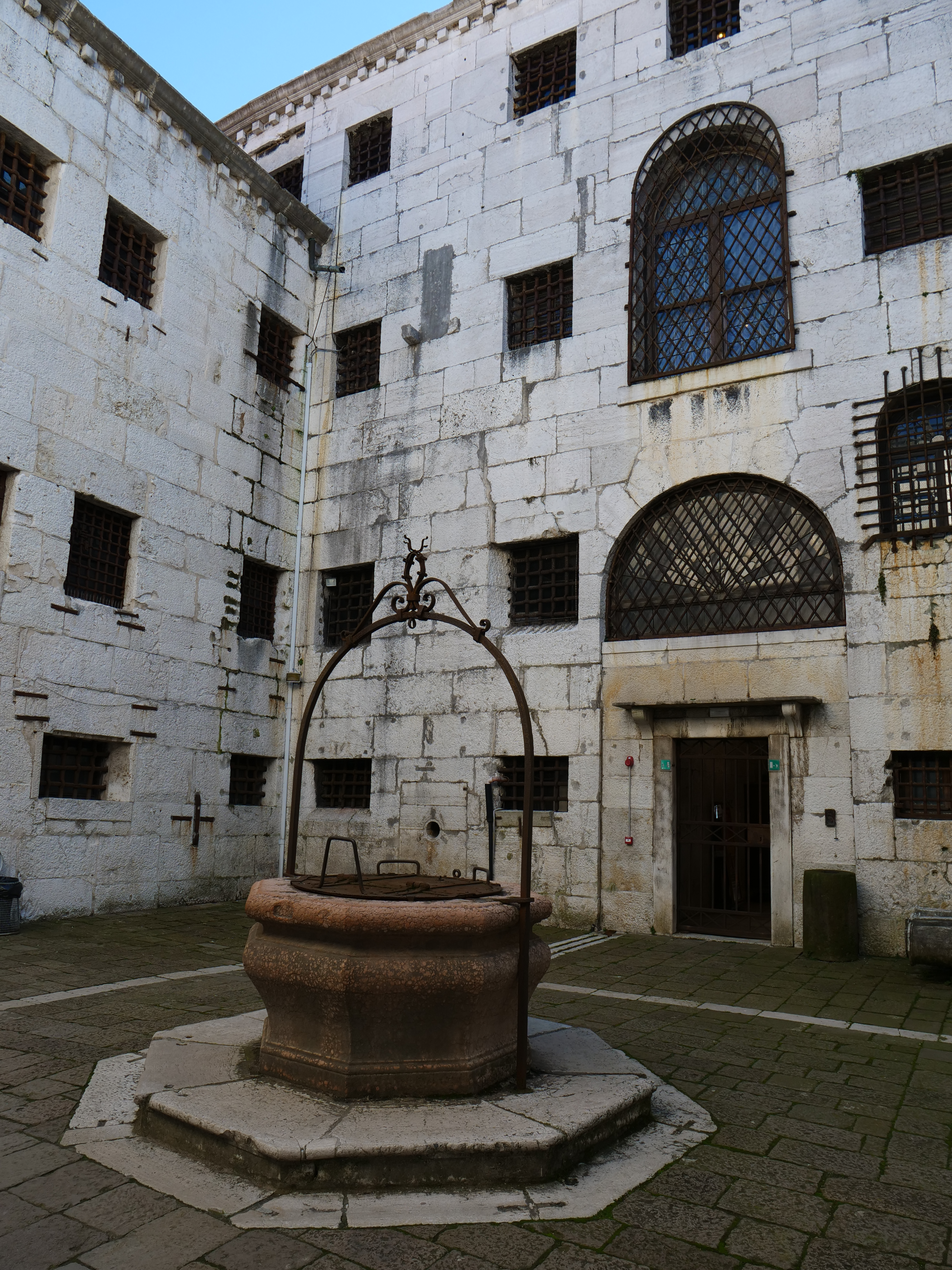
Gefängnishof im Dogenpalast

Wegen der immer zu knappen Zahl von Haftzellen im Dogenpalast selbst wurde ab 1563 ein neues Staatsgefängnis, die prigioni nuove geplant. Entworfen und ausgeführt von Antonio da Ponte und Antonio Contin, mit dem Palast durch den 1603 fertiggestellten Ponte dei sospiri (die sogenannte „Seufzerbrücke“) verbunden, war der Bau 1610 fertiggestellt und voll funktionsfähig.
In den Räumen zum Rio waren die Amtsräume der Signori di notte al criminal untergebracht. Die „Herren der Nacht“ waren eine Sicherheitspolizei, die für die öffentliche Sicherheit der Stadt zuständig war, die ersten Verhöre bei Verhaftungen durchführte sowie die Folter überwachte oder vornahm.
Die Gefängniszellen selbst waren in einem Innenhof in drei Stockwerken angeordnet, um die ein Gang für die Wachen lief. Die Haftbedingungen waren im Vergleich zu den alten Gefängnissen und zu den üblichen Gefängnisräumen der Zeit ein deutlicher Fortschritt. Die einzelnen Zellen waren höher und größer als in den pozzi und piombi, sie waren trocken und wegen größerer Luken zum Gang auch besser mit Tageslicht beleuchtet.
Die um 1600 erbaute Seufzerbrücke, wie die Brücke seit dem 19. Jahrhundert genannt wurde, verdankt ihren Namen angeblich den letzten Seufzern, die die Delinquenten für lange Zeit, wenn nicht für immer, dem Tageslicht hinterher weinten. Sie ist über ihre gesamte Länge durch eine Mauer in zwei separate Gänge geteilt. Dadurch konnten die zu den Verhören geführten Gefangenen keinen Blickkontakt miteinander aufnehmen.

## Architekten und Bildhauer des Dogenpalastes
Der Titel des amtlichen Bauleiters am Dogenpalast war proto (griech.= erster). Der Proto konnte ausführender Bauleiter als auch verantwortlicher Architekt einer Baumaßnahme sein.
- Enrico, 1344 in Venedig tätig, Proto (?)
- Pietro Basejo, Baumeister, Proto von etwa 1340 bis 1354
- Filippo Calendario (* vor 1315–1355), Bildhauer und vermutlich der erste Architekt des Dogenpalastes, Proto

Flügel zur Mole und zur Piazzetta, Kapitelle am Südflügel (?)
- Pierpaolo dalle Masegne († 1403), in Venedig tätig seit 1383

Steno-Fenster
- Jacopo dalle Masegne

Steno-Fenster
- Giovanni Bon oder Buon (um 1355–1443), Bildhauer und Architekt

Porta della Carta, 1438–1442
- Bartolomeo Bon oder Buon (1400/1410–1464/1467), Bildhauer und Architekt,

Porta della Carta, Skulptur des Francesco Foscari an der Porta della Carta
- Antonio Bregno, tätig in Venedig 1424–1457, Bildhauer, seit 1460 Proto

Porta della Carta, Arco Foscari
- Antonio de Marco Gambello, Architekt, 1485 Proto
- Antonio Rizzo (um 1439 – um 1499), Bildhauer und Architekt, Proto bis 1497

Scala dei Giganti, Skulpturen von Adam und Eva am Dogenpalast, Erneuerung des Ostflügels ab 1484
- Pietro Lombardo (um 1435–1515), Bildhauer und Architekt, Proto ab 1499

Marmorkamin in der Sala dei Scarlatti
- Tullio Lombardo (* um 1455 † 1532), Baumeister und Bildhauer

Umbau der Dogenkanzlei
- Pietro Solari, 1497/1498 Proto als Nachfolger Rizzos
- Giorgio Spavento († 1509), in Venedig tätig seit 1486; Proto von San Marco, Architekt und Baumeister

Entwurf der Palastfassade zum Cortile dei Senatori und der Kirche San Niccolò, Privatkapelle der Dogen
- Antonio Abbondi († 1549), Proto ab 1515
- Jacopo Sansovino (1486–1570), 1529 Proto

Skulpturen an der Scala dei Giganti; Scala d’oro
- Pietro Guberni, Proto, Bauleiter der Scala d’oro
- Antonio da Ponte (um 1512–1597), Erbauer der Rialtobrücke, Proto
  - Bauleiter der Sala del Collegio (ab 1574)
- Giovan Antonio Rusconi (1515/1520–1579), neben Palladio Gutachter für Neubau
- Alessandro Vittoria (1525–1608), Bildhauer und Medailleur

Statue der Justitia auf dem Steno-Fenster, Reliefs und Stuckaturen an der Scala d’oro
- Andrea Palladio, Architekt

Portale an der Sala delle Quattro porte (zugeschrieben),
- Vincenzo Scamozzi,

- Architekt der Chiesetta und Antichiesetta für Senat und Doge

- Bartolomeo Monopola, in Venedig tätig von 1597 bis 1623, Proto;

- Portikus, West- und Südfassade im Hof des Dogenpalastes 1605/160, Porta dei Frumenti zur Mole

- Antonio Contini († 1600), Bildhauer und Architekt, tätig in Venedig seit 1566

Entwurf der Seufzerbrücke
- Andrea Tirali (1657–1737), Baumeister, Architekt, Proto

Triumphbogen des Francesco Morosini in der Sala dello Scrutinio